# Zgrupowanie Stołpeckie Armii Krajowej
Zgrupowanie Stołpeckie zwane popularnie Zgrupowaniem Stołpecko-Nalibockim – zgrupowanie partyzanckie Armii Krajowej zorganizowane w powiecie stołpeckim na Kresach Wschodnich, walczące w latach 1943–1945 na terenach Nowogródczyzny, w powstaniu warszawskim oraz na Ziemi Piotrkowskiej i Kielecczyźnie.
Zgrupowanie Stołpeckie powstało na bazie Polskiego Oddziału Partyzanckiego zorganizowanego w czerwcu 1943 w Ośrodku Stołpce Okręgu Nowogródzkiego AK. W pierwszych miesiącach swojego istnienia oddział prowadził intensywną walkę z Niemcami, współpracując przy tym z sowiecką partyzantką. W grudniu 1943 Sowieci podstępnie uprowadzili jednak dowództwo batalionu oraz rozbroili większość jego pododdziałów. Komendę nad niedobitkami objął wówczas ppor. Adolf Pilch ps. „Góra”/„Dolina”, który za zgodą przełożonych zawarł tymczasowy rozejm z Niemcami. Decyzja ta umożliwiła odbudowę zgrupowania oraz kontynuację walki z Sowietami aż do końca czerwca 1944.
Latem 1944 zgrupowanie wycofało się z Puszczy Nalibockiej i przemykając pomiędzy rozbitymi na froncie wschodnim jednostkami niemieckimi, dotarło w rejon Warszawy. W szeregach Grupy „Kampinos” żołnierze naliboccy wzięli udział w powstaniu warszawskim, walcząc w obronie Żoliborza i „Niepodległej Rzeczypospolitej Kampinoskiej”. Po klęsce pod Jaktorowem „Dolina” wraz z częścią ocalałych żołnierzy przedostał się za Pilicę, gdzie kontynuował walkę z okupantem aż do stycznia 1945.
Zgrupowanie Stołpeckie było jednym z najdłużej istniejących polskich oddziałów partyzanckich, a zarazem jedynym, który przeszedł tak długi szlak bojowy. W czasie swego istnienia stoczyło ponad 230 bitew i potyczek z Niemcami, sowieckimi partyzantami oraz formacjami kolaboracyjnymi w służbie niemieckiej. Trzykrotnie zostało rozbite, lecz za każdym razem zdołało zebrać się ponownie, aby kontynuować walkę. W ciągu dziewiętnastu miesięcy przez szeregi zgrupowania przewinęło się ponad 1950 żołnierzy, z czego około 800 poległo lub zostało zamordowanych.

## Geneza
W okresie II Rzeczypospolitej powiat stołpecki wchodził w skład województwa nowogrodzkiego i był położony bezpośrednio przy granicy państwowej z ZSRR. Przez tereny powiatu przepływała rzeka Niemen, po której obu brzegach rozciągała się Puszcza Nalibocka. Gęstymi lasami pokryta była w szczególności wschodnia i centralna część powiatu. 52,9% ludności powiatu stanowili Polacy, drugą co do wielkości grupą narodowościową byli natomiast Białorusini (39,1%). Po klęsce wrześniowej powiat stołpecki wraz z resztą ziem kresowych znalazł się pod okupacją ZSRR. Pierwsze komórki polskiego ruchu oporu powstały na tym terenie już jesienią 1939. W większości wypadków były one tworzone oddolnie, zazwyczaj z inicjatywy polskiej młodzieży lub inteligencji. Wiele organizacji zostało rozbitych przez NKWD, niektóre zdołały jednak przetrwać aż do czerwca 1941. Ponadto wczesną wiosną 1940 powstał w Puszczy Nalibockiej oddział partyzancki pod dowództwem kpr. Leonarda Dąbrowskiego (podoficera KOP, mieszkańca Iwieńca). W czerwcu 1940 Dąbrowski poległ w walce z sowiecką obławą, a jego oddział został rozproszony. Kilkuosobowe grupki ocalałych partyzantów kontynuowały jednak walkę w kolejnych miesiącach, przy czym co najmniej jedna zdołała doczekać końca pierwszej okupacji sowieckiej.
Po inwazji Niemiec na ZSRR w czerwcu 1941 ziemie powiatu stołpeckiego zostały wcielone w skład nowo utworzonego Komisariatu Rzeszy Wschód. Niemcy wspierani przez białoruskich kolaborantów wymordowali większość miejscowych Żydów oraz stosowali bezwzględny terror wobec ludności polskiej. W międzyczasie Puszcza Nalibocka stała się schronieniem dla czerwonoarmistów, którzy uciekli z niemieckich obozów bądź uniknęli niewoli po klęsce w bitwie białostocko-mińskiej, a także dla Żydów zbiegłych z okolicznych gett. Na przełomie 1942/43 przerzuceni zza linii frontu sowieccy oficerowie i komisarze przystąpili do przekształcania owych luźnych grup niedobitków w regularne oddziały partyzanckie. Na czele Zgrupowania Baranowickiego partyzantki sowieckiej stanął gen. mjr Wasilij J. Czernyszow ps. „Płaton”, podczas gdy funkcję dowódcy iwienieckiego centrum międzyrejonowego pełnił Grigorij A. Sidorok ps. „Dubow” (sekretarz rejonowy WKP(b) w Iwieńcu). Pod koniec września 1943 w szeregach Zgrupowania Baranowickiego służyło 8795 partyzantów, a dziesięć miesięcy później ich liczba wynosiła już niemal 25 tys. Sowieccy partyzanci mocno dawali się we znaki miejscowej ludności, masowo rekwirując żywność, odzież i inne mienie. Nierzadko owe „operacje gospodarcze” przybierały formę zwykłego rabunku, któremu towarzyszyły pobicia, morderstwa oraz gwałty na kobietach. Szczególnie bezwzględnie grabiły chłopów żydowskie oddziały Tewje Bielskiego i Symchy Zorina.

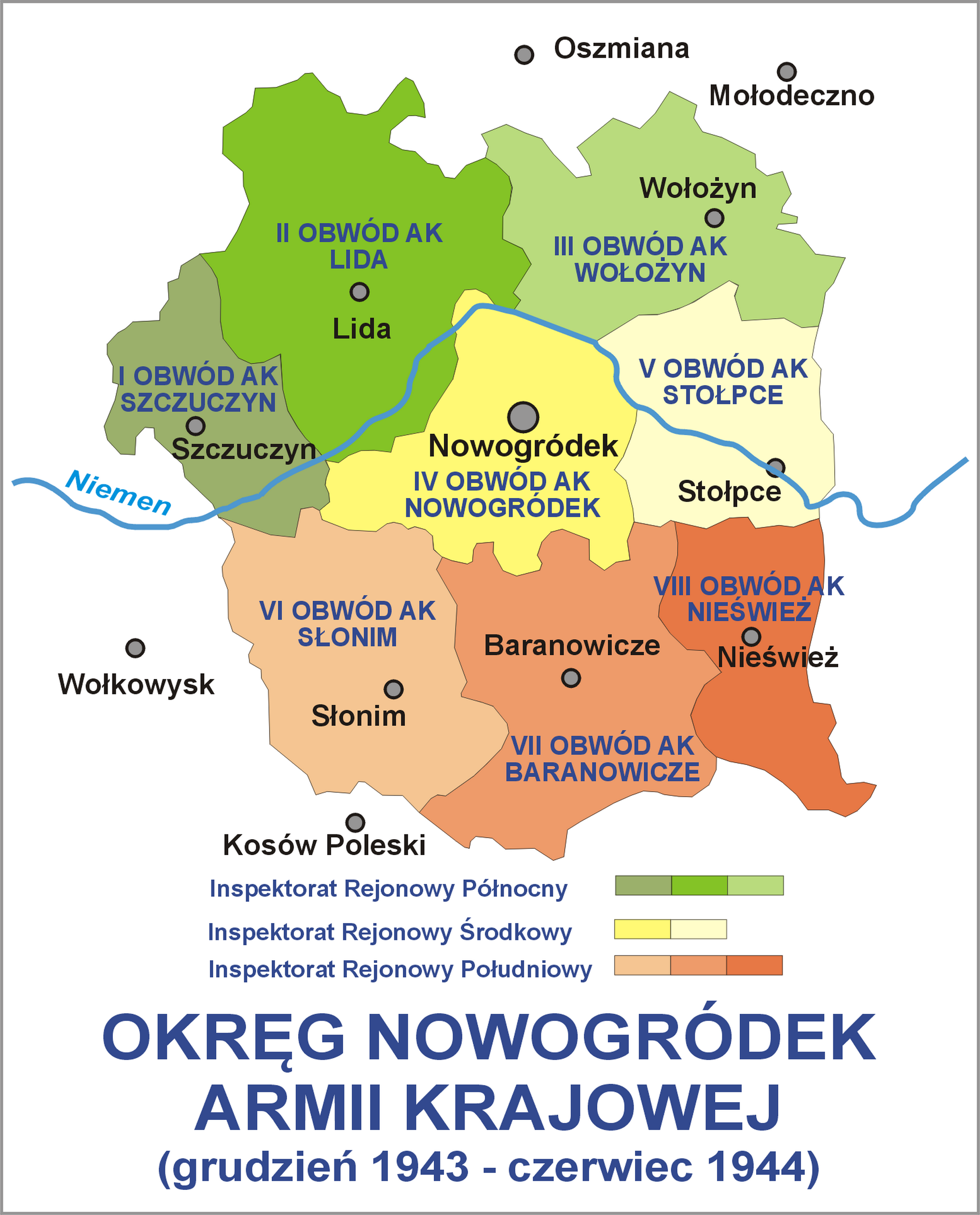

Wkrótce po rozpoczęciu niemieckiej okupacji na terenach przedwojennego województwa nowogrodzkiego zaczęły powstawać struktury Związku Walki Zbrojnej (przemianowanego w lutym 1942 na Armię Krajową). Już w listopadzie 1941 komenda Okręgu Nowogródzkiego ZWZ/AK wyznaczyła ppor. Aleksandra Warakomskiego ps. „Świr” na stanowisko komendanta Obwodu Stołpce (kryptonim „Słup”). „Świr” szybko nawiązał kontakt z zamieszkującymi na tym terenie oficerami i podoficerami WP. Jego bliskim współpracownikiem stał się w szczególności por. rez. Kacper Miłaszewski ps. „Lewald” – jeden z liderów miejscowej społeczności polskiej, cieszący się przy tym względnym zaufaniem sowieckich partyzantów.
Początkowo działalność Obwodu „Słup” koncentrowała się na gromadzeniu zapasów broni i amunicji oraz infiltracji miejscowych struktur białoruskiej policji i administracji. Inicjatywa zorganizowania polskiego oddziału partyzanckiego narodziła się prawdopodobnie w grudniu 1942, lecz początkowo nie zyskała akceptacji kierownictwa Okręgu Nowogródzkiego. Z czasem czynniki takie jak rosnąca liczba zdekonspirowanych żołnierzy oraz ochotniczy lub przymusowy werbunek polskiej młodzieży w szeregi sowieckiej partyzantki przyczyniły się jednak do zmiany stanowiska komendy okręgu. Zdawano sobie przy tym sprawę, że bez utworzenia polskiej siły zbrojnej nie będzie możliwe uchronienie miejscowej ludności przed rabunkami i ekscesami ze strony formalnie sprzymierzonych oddziałów sowieckich. Impulsem do zorganizowania oddziału partyzanckiego stała się w szczególności masakra mieszkańców wsi Naliboki dokonana przez sowieckich partyzantów nocą 7/8 maja 1943.
3 czerwca 1943 w majątku Kul w głębi Puszczy Nalibockiej odbył się pierwszy werbunek w szeregi polskiego oddziału. Tego dnia zgłosiło się tam 44 ochotników, którzy stali się zaczątkiem przyszłego Zgrupowania Stołpeckiego. Miejscowe kierownictwo AK planowało początkowo, że na czele oddziału stanie ppor. Witold Pełczyński ps. „Dźwig”. Już pierwszego dnia został on jednak ranny na skutek przypadkowego wybuchu granatu. W tych okolicznościach komendę nad oddziałem objął por. Kacper Miłaszewski ps. „Lewald”. Wieści o utworzeniu polskiego oddziału szybko rozeszły się wśród miejscowej ludności. Mimo iż partyzanci przyjmowali w swe szeregi tylko uzbrojonych i umundurowanych ochotników, liczebność oddziału wzrosła w ciągu dziesięciu dni aż do 130 żołnierzy. Niedługo później do jednostki dołączyło jeszcze kilkunastu ochotników-kawalerzystów na czele z chor. Zdzisławem Nurkiewiczem ps. „Noc”, dzięki czemu możliwe stało się zorganizowanie konnego patrolu.
Ze względu na fakt, iż Puszcza Nalibocka pozostawała opanowana przez wielotysięczne zgrupowanie sowieckiej partyzantki, utworzenie polskiego oddziału nie byłoby możliwe bez wcześniejszego uregulowania wzajemnych stosunków. Początkowo sojusznicy domagali się, aby dowództwo nad oddziałem sprawowali oficerowie sowieccy. Z postulatu tego ostatecznie zrezygnowali, lecz podtrzymali szereg innych daleko idących żądań, obejmujących m.in. zakaz utrzymywania przez oddział kontaktów z polskimi ośrodkami kierowniczymi w Warszawie i Londynie, zakaz werbowania Polaków niepochodzących z terenów Nowogródczyzny, podległość oddziału pod względem taktycznym dowództwu sowieckiemu, czy swobodę szerzenia komunistycznej propagandy wśród żołnierzy. Za zgodą dowództwa Okręgu Nowogródzkiego polscy negocjatorzy przyjęli wszystkie sowieckie warunki, nie mając jednak zamiaru przestrzegać ich w praktyce. W dodatku polscy delegaci na tyle skutecznie ukryli swoją przynależność organizacyjną, że sowieckie dowództwo aż do września 1943 było przekonane, że oddział utworzono wyłącznie z inicjatywy miejscowych Polaków i nie zdawało sobie sprawy, że stanowi on część Armii Krajowej.
Szczegóły współpracy uzgodniono kilka dni po utworzeniu oddziału. Puszcza Nalibocka została podzielona na sektory polski i sowiecki, w których partyzanci drugiej strony nie mogli się poruszać bez ważnych przepustek. Uzgodniono, że polscy i sowieccy partyzanci będą się zaopatrywać odpowiednio po zachodniej i wschodniej stronie granicy z 1939. Strona sowiecka zobowiązała się agitować polską ludność zamieszkującą lub przebywającą na opanowanym przez nią terenie do wstępowania w szeregi polskiego oddziału. Przedmiotem negocjacji stała się nawet nazwa oddziału, gdyż Sowieci domagali się, aby nosił on imię Wandy Wasilewskiej lub Feliksa Dzierżyńskiego. Ostatecznie przyjęto kompromisową nazwę „Polski Oddział Partyzancki im. Tadeusza Kościuszki”.

### Nazwa zgrupowania
Zgrupowanie partyzanckie Armii Krajowej utworzone na bazie Ośrodka „Słup” nosiło nazwę „Zgrupowanie Stołpeckie”. Nazwa „Zgrupowanie Stołpecko-Nalibockie”, która pojawia się najczęściej w literaturze przedmiotu, narodziła się dopiero po wojnie i nie była używana w okresie istnienia oddziału.
W nowogródzkich strukturach AK zgrupowanie określano zazwyczaj mianem „Polskiego Oddziału Partyzanckiego”. W oficjalnych dokumentach okręgu stosowany był także kryptonim „batalion ze »Słupa«” lub „batalion nr 330”. W korespondencji z sowiecką partyzantką używano natomiast uzgodnionej wspólnie nazwy „Polski Oddział Partyzancki im. Tadeusza Kościuszki”, ewentualnie „batalion im. Tadeusza Kościuszki”.
Podczas walk w Puszczy Nalibockiej żołnierzy Zgrupowania Stołpeckiego nazywano powszechnie „legionistami”. Określenia tego używali zarówno Niemcy, jak też sowieccy partyzanci oraz miejscowa ludność polska i białoruska. Po wojnie, nawiązując do pseudonimu najsłynniejszego dowódcy zgrupowania – por. Adolfa Pilcha ps. „Dolina”, stosowano także nieformalną nazwę „Doliniacy”.

## Walki w Puszczy Nalibockiej

### Powstanie iwienieckie
Kilka dni po utworzeniu oddziału polskie dowództwo postanowiło przeprowadzić uderzenie na Iwieniec. Miasteczka, awansowanego w czasie okupacji do rangi stolicy rejonu, bronił silny garnizon, złożony z ok. 500–700 Niemców i białoruskich policjantów . Celem ataku miało być uwolnienie aresztowanych członków miejscowej siatki konspiracyjnej oraz uprzedzenie analogicznej akcji sowieckiej. Po uzyskaniu zgody komendy okręgu wyznaczono termin akcji na 22 czerwca 1943. Wkrótce polski wywiad uzyskał jednak informację, że Niemcy zarządzili na 19 czerwca masowy pobór w szeregi Korpusu Białoruskiej Samoobrony oraz wykup koni dla niemieckiej armii. Stwarzało to doskonałą okazję, aby niepostrzeżenie przemycić do miasteczka uzbrojonych partyzantów, stąd zapadła decyzja o przyspieszeniu akcji o trzy dni. Polskie plany przewidywały zaatakowanie Iwieńca zarówno od wewnątrz, jak i z zewnątrz.
Atak na Iwieniec, który do historii przeszedł pod nazwą „powstania iwienieckiego”, rozpoczął się w południe 19 czerwca. W pierwszej fazie akcji polscy partyzanci przerwali łączność telefoniczną oraz bez większych trudności opanowali pocztę i biuro gospodarcze. Białoruscy policjanci, wśród których znajdowało się wielu zakonspirowanych członków AK, stosunkowo szybko złożyli broń. Niemieccy żandarmi przez ponad dwie godziny stawiali natomiast zaciekły opór, który złamano dopiero dzięki podpaleniu budynku posterunku. W międzyczasie polscy partyzanci zdołali skutecznie związać walką dwie kompanie Luftwaffe kwaterujące w koszarach nad Wołmą. Iwieniec był wolny przez blisko 18 godzin. Polscy żołnierze ewakuowali się z miasteczka dopiero 20 czerwca o godz. 6:00.
„Powstanie” zakończyło się pełnym sukcesem. Za cenę trzech zabitych i 6–11 rannych polscy partyzanci zabili od kilkudziesięciu do 150 Niemców oraz uwolnili wszystkich więźniów (w tym pewną liczbę Żydów). Od 100 do 200 białoruskich policjantów dołączyło do polskiego oddziału. Partyzanci zdobyli także duże ilości broni, amunicji, żywności i innego wyposażenia . W ocenie Kazimierza Krajewskiego zdobycie Iwieńca było jednym z największych wystąpień zbrojnych w historii Armii Krajowej.

### Utworzenie batalionu stołpeckiego
Zwycięstwo w Iwieńcu pozwoliło zwiększyć liczebność polskiego oddziału do ok. 300 żołnierzy. Liczba ta w ciągu kolejnych dwóch tygodni wzrosła zresztą niemal dwukrotnie. Z zachowanych raportów wynika, że w przeddzień pacyfikacji Puszczy Nalibockiej polski oddział liczył 554 żołnierzy. Inne źródła szacują natomiast jego liczebność na ok. 600–650 partyzantów. Wzrost liczby żołnierzy umożliwił przekształcenie oddziału w partyzancki batalion. Latem 1943 jego struktura organizacyjna przedstawiała się następująco:
- 1 kompania pod dowództwem pchor. Olgierda Woyno ps. „Lech”. W jej szeregach służyli przede wszystkim ochotnicy rekrutujący się spośród polskiej młodzieży z Iwieńca i okolic.
- 2 kompania pod dowództwem por. Jarosława Gąsiewskiego ps. „Jar”. W jej szeregach służyli przede wszystkim żołnierze rezerwy (wielu było weteranami kampanii wrześniowej), a także polska młodzież z okolic Derewna i Naliboków.
- 3 kompania pod dowództwem st. sierż. Stefana Poznańskiego ps. „Szary”. W jej szeregach służyli przede wszystkim dezerterzy z białoruskiej policji pomocniczej.
- zwiad kawaleryjski pod dowództwem chor. Zdzisława Nurkiewicza ps. „Noc”. W jego szeregach służyło ok. 15 ułanów.
- patrol żandarmerii pod dowództwem kpr. pchor. Jana Bryczkowskiego ps. „Zew”.
- patrol łączności pod dowództwem kpr. Jana Misiaczka ps. „Miś”.
- patrol saperów pod dowództwem kpr. Alojzego Drożniewskiego.

W szeregach batalionu służyli zarówno żołnierze narodowości polskiej, jak i białoruskiej. W oddziałach tyłowych służyło ponadto kilkunastu Żydów, choć por. „Lewald”, mając w pamięci postawę miejscowej ludności żydowskiej w czasie sowieckiej okupacji, zgodził się przyjmować do oddziału wyłącznie Żydów pochodzących z terenów zachodniej lub centralnej Polski. Marian Podgóreczny szacował, że na stanie uzbrojenia batalionu znajdowało się w tym czasie: 4 ckm, 15 rkm, 30 pistoletów maszynowych, ok. 100 karabinów dziesięciostrzałowych, ok. 400 karabinów, ponad 100 pistoletów i rewolwerów, kilka tysięcy granatów i kilkanaście tysięcy sztuk amunicji. Kazimierz Krajewski oceniał natomiast, że w przeddzień pacyfikacji Puszczy Nalibockiej polski oddział dysponował 6 ckm, 27 rkm, 19 pistoletami maszynowymi, 58 karabinami dziesięciostrzałowymi, 405 karabinami i 105 sztukami broni krótkiej.
Po odwrocie z Iwieńca polski oddział zatrzymał się w Rudni Nalibockiej, gdzie przeprowadzono wspomnianą reorganizację. Po jej zakończeniu batalion przeszedł w południową część Puszczy Nalibockiej, tj. w okolice wsi Bielica i uroczyska Drywiezna. Przystąpiono tam do organizacji partyzanckich obozowisk, gromadząc zapasy żywności i odzieży oraz budując ziemianki i prowizoryczne stajnie. Porucznik „Lewald” zarządził także intensywne szkolenie ochotników. W ciągu niespełna tygodnia polscy partyzanci zlikwidowali posterunki białoruskiej policji w Starzynie i Kisłuchach (28 czerwca), Derewnie i Wołmie (30 czerwca) oraz w Zasulu i Rubieżewiczach (3 lipca). Przygotowywano także atak na niemiecki garnizon w Mirze. Stosunki z sowiecką partyzantką układały się w tym czasie poprawnie. 7 lipca żołnierze 1 kompanii wspólnie z grupą sowieckich partyzantów urządzili w okolicach Wołmy udaną zasadzkę na kolumnę niemieckich samochodów. Zniszczono wówczas ok. 5–6 pojazdów oraz zabito kilkunastu Niemców.

### Operacja „Hermann”

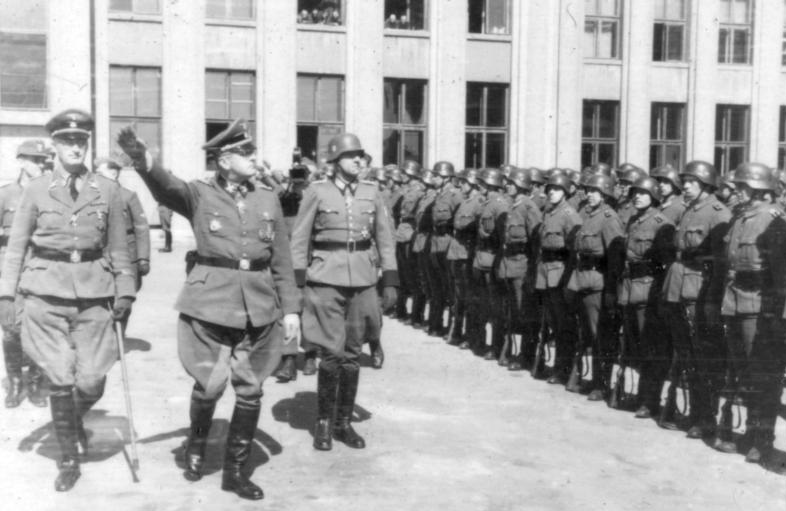
Erich von dem Bach-Zelewski i Curt von Gottberg odbierający paradę policji pomocniczej. Plac Lenina w Mińsku

„Powstanie iwienieckie” odbiło się szerokim echem na Nowogródczyźnie i poważnie zaniepokoiło niemieckie dowództwo. Okupanci postanowili za wszelką cenę zlikwidować partyzanckie bazy w Puszczy Nalibockiej. W tym celu zaangażowano poważne siły, liczące nawet do 60 tys. żołnierzy i policjantów, dysponujące wsparciem lotnictwa, artylerii i broni pancernej. Operacją przeciwpartyzancką, której nadano kryptonim „Hermann”, kierował osobiście Dowódca SS i Policji na Białorusi SS-Brigadeführer Curt von Gottberg. Do jego sztabu dołączył także SS-Obergrupenführer Erich von dem Bach-Zelewski, specjalny pełnomocnik Reichsführera-SS do spraw walki z partyzantką (Chef der Bandenbekämpfungsverbände).
Operacja „Hermann” rozpoczęła się 13 lipca, natomiast do pierwszych walk doszło rankiem 20 lipca (Kazimierz Krajewski podaje datę 15 lipca). Zgodnie z podjętymi wcześniej ustaleniami polscy i sowieccy partyzanci wspólnie podjęli próbę zbrojnego powstrzymania akcji pacyfikacyjnej. Początkowo żołnierze AK skutecznie bronili przebiegającego przez puszczę traktu Mińsk – Nowogródek oraz przepraw na rzece Szura. W pierwszym dniu walk zadano Niemcom duże straty, sięgające nawet 50 zabitych. Drugiego dnia polskie dowództwo zorientowało się jednak ku swojemu zaskoczeniu, że sowieckie oddziały, których zadaniem była osłona obu skrzydeł polskiego batalionu, bez uprzedzenia opuściły stanowiska obronne. Po latach niektórzy polscy historycy i weterani wyrażali przypuszczenie, że Sowieci zamierzali zniszczyć polski oddział niemieckimi rękoma, stąd celowo odsłonili jego flanki. Z zachowanych sowieckich dokumentów wynika jednak, że pod naciskiem Niemców większa część zgrupowania „Dubowa” wpadła w panikę i uległa rozproszeniu.

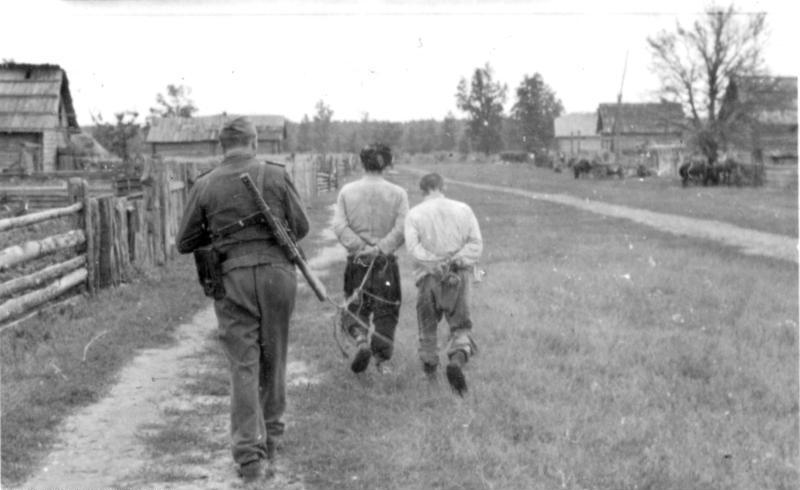
Partyzanci schwytani przez Niemców w czasie operacji „Hermann”

Zagrożony okrążeniem batalion AK był zmuszony wycofać się w głąb puszczy. Początkowo polscy partyzanci skutecznie wymykali się niemieckiej obławie, choć podczas przeprawy przez kanał szubino-niemieński musiano porzucić większość taboru. Wkrótce oddział został zepchnięty do najbardziej niedostępnej części Puszczy Nalibockiej, tj. na bagna zwane „Gołymi Błotami” (biał. Hołyje Bałota). Wobec zacieśniania się pierścienia okrążenia oraz braku możliwości kontynuowania otwartej walki, polskie dowództwo było zmuszone podzielić batalion na niewielkie 20-25-osobowe grupki i nakazać żołnierzom szukać ratunku na własną rękę. Większość partyzantów zdołała wymknąć się obławie, wielu zostało jednak zabitych lub schwytanych. Sowieckie brygady zdołały przedrzeć się w okolice Mińska, poniosły jednak przy tym ciężkie straty.
Blokada Puszczy Nalibockiej zakończyła się 8 sierpnia. Polski batalion poniósł straty w wysokości co najmniej 40 zabitych, kilkudziesięciu rannych oraz ponad 100 zaginionych. W gronie poległych i pomordowanych znaleźli się m.in. dowódca 1 kompanii pchor. „Lech” oraz dowódca 3 kompanii st. sierżant „Szary”. Ta ostatnia kompania, złożona głównie z dezerterów z białoruskiej policji pomocniczej, poniosła największe straty, gdyż wielu jej żołnierzy wydostawszy się z okrążenia, nie zdecydowało się na powrót do partyzantki. Batalion utracił niemal 60% broni, w tym wszystkie ckm i moździerze, a także tabory oraz większość koni. Na skutek operacji „Hermann” największe ofiary poniosła jednak ludność cywilna. Chcąc pozbawić partyzantów zaplecza, Niemcy stworzyli pas „spalonej ziemi” w promieniu ok. 10 – 15 kilometrów wokół puszczy. Doszczętnie zniszczono 60 wsi oraz nieustaloną liczbę pojedynczych chutorów i leśniczówek, mordując przy tym 4280 osób. Od 21 tys. do 25 tys. osób zostało wysłanych na roboty przymusowe do III Rzeszy. Starców, kobiety i dzieci wysiedlono poza strefę blokady.

### Odbudowa oddziału

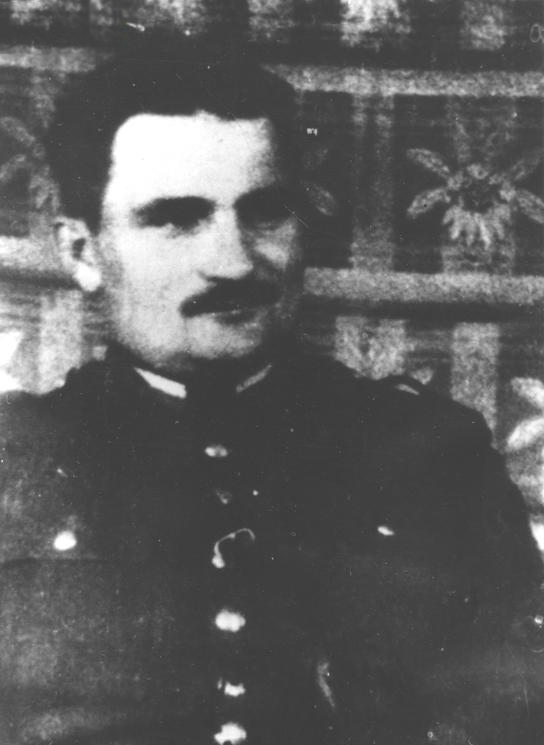
Adolf Pilch ps. „Góra”/„Dolina”, najsłynniejszy dowódca Zgrupowania Stołpeckiego

Po zakończeniu blokady polski batalion zebrał się ponownie w okolicach Drywiezny. Żołnierze byli wyczerpani dotychczasowymi walkami, dotkliwie odczuwano brak broni, żywności, odzieży i sprzętu. Z powodu braku radiostacji oraz peryferyjnego położenia Ośrodka Stołpce, łączność z kwaterą główną okręgu w Lidzie pozostawała nieregularna, co powodowało wśród żołnierzy poczucie izolacji. W tych okolicznościach nastroje w szeregach oddziału były nie najlepsze, zdarzały się nawet przypadki dezercji. Mimo wszystko postępowała odbudowa oddziału, nadal też odnotowywano napływ ochotników. Niedługo po zakończeniu blokady do batalionu dołączył 30-osobowy oddział AK z Obwodu Mołodeczno dowodzony przez pchor. Andrzeja Kutznera ps. „Mały”.
W międzyczasie dowództwo okręgu postanowiło wzmocnić kadrę dowódczą batalionu kilkoma skoczkami „cichociemnymi” przysłanymi z Wielkiej Brytanii. Pod koniec sierpnia do oddziału dołączył por. Lech Rydzewski ps. „Grom”, a 6 września do obozowiska w Drywieznie dotarli por. Ezechiel Łoś ps. „Ikwa” i ppor. Adolf Pilch ps. „Góra”. Temu ostatniemu komendant Ośrodka „Słup” por. „Świr” polecił objąć dowództwo nad batalionem. Początkowo „Góra” oponował, wskazując na swój niski stopień i nieznajomość miejscowych uwarunkowań. Ustąpił, dopiero gdy „Świr” zgodził się uznać jego nominację za tymczasową i wystąpić do komendy okręgu o przysłanie do Puszczy Nalibockiej oficera z odpowiednimi kwalifikacjami do objęcia dowództwa nad batalionem. Dowodzący dotychczas oddziałem por. „Lewald” został mianowany „oficerem do specjalnych zleceń”, a jego głównym zadaniem było odtąd reprezentowanie zgrupowania w kontaktach z sowiecką partyzantką.
Przybycie „cichociemnych” znacznie poprawiło nastroje w szeregach batalionu. Do końca listopada liczba żołnierzy wzrosła do ok. czterystu. We wrześniu i październiku polscy partyzanci przeprowadzili szereg udanych akcji bojowych przeciwko Niemcom i ich białoruskim kolaborantom. Jednocześnie „Góra” dokonał reorganizacji batalionu. Na bazie dotychczas istniejących pododdziałów piechoty utworzono 1 kompanię szturmową pod dowództwem ppor. „Ikwy” oraz 2 kompanię minersko-dywersyjną pod dowództwem por. „Groma”. Zawarto także nowe porozumienie z iwienieckim zgrupowaniem sowieckiej partyzantki, w myśl którego obie strony zobowiązały się nie dokonywać kosztem ludności cywilnej żadnych rekwizycji w strefie przyleśnej oraz w pasie o szerokości do 20 km wokół Puszczy Nalibockiej. Rozpoczęto przygotowania do wspólnych wypadów na niemieckie garnizony w Mirze, Starzynie i Zasulu, które ostatecznie nie doszły jednak do skutku. Polscy partyzanci nawiązali ponadto kontakty ze wcielonymi do Wehrmachtu Alzatczykami, którzy ochraniali odcinek linii kolejowej Brześć – Mińsk biegnący nieopodal Kołosowa. W wyniku negocjacji zgodzili się oni na dezercję z szeregów niemieckiej armii i dołączenie do polskiego zgrupowania. Ostatecznie porozumienie nie zostało jednak zrealizowane, gdyż niemal w ostatniej chwili Niemcy przenieśli Alzatczyków w rejon Mińska. Kompania por. „Ikwy”, która w celu ułatwienia ich dezercji miała dokonać dywersji na linii kolejowej, wpadła w niemiecką zasadzkę i tylko dzięki czujności dowódcy uniknęła poważniejszych strat. Wywiad AK ustalił później, że informację o planowanej akcji przekazali Niemcom sowieccy partyzanci.
Łącznie w okresie od 3 czerwca do 30 listopada 1943 polski oddział partyzancki stoczył od 40 do 52 walk z Niemcami i ich białoruskimi kolaborantami, niszcząc m.in. trzy mosty oraz wykolejając trzy pociągi. W walce z niemieckim okupantem poległo lub zostało zamordowanych około 200 żołnierzy AK.
6 listopada do polskiego obozowiska przybyli kolejni oficerowie z Warszawy: mjr Wacław Pełka ps. „Wacław”, ppor. Julian Bobrownicki ps. „Klin”, ppor. Maciej Rzewuski ps. „Zator” i pchor. Józef Borkowski ps. „Junosza”. Z upoważnienia komendy okręgu mjr Pełka objął dowództwo nad batalionem, podczas gdy ppor. „Góra” pełnił odtąd funkcję jego zastępcy. Porucznik „Klin” został z kolei mianowany oficerem ds. oświatowo-informacyjnych. „Wacław” był doświadczonym żołnierzem, lecz jako przedwojenny oficer sztabowy miał duże trudności z przyswojeniem sobie specyfiki wojny partyzanckiej. W szczególności zrażał sobie żołnierzy nadmiernym przywiązaniem do regulaminów i koszarowego drylu. Ponadto w kontaktach z oficerami sowieckimi nowy dowódca wykazywał się brakiem umiejętności dyplomatycznych.

### Konflikt z sowiecką partyzantką

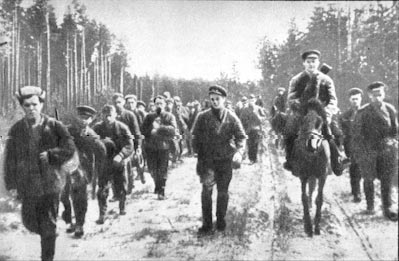
Radzieccy partyzanci na Białorusi

Mimo różnych drobnych incydentów stosunki pomiędzy polską a sowiecką partyzantką układały się przez długi czas poprawnie. Pod koniec października wzajemne relacje zaczęły jednak ulegać pogorszeniu. Sowiecka „szeptana propaganda” głosiła, że „cichociemni” są w rzeczywistości brytyjskimi szpiegami przybyłymi na Kresy z zadaniem prowadzenia działalności antysowieckiej. Polscy żołnierze, a nawet oficerowie, byli nakłaniani do dezercji i wstąpienia w szeregi sowieckiej partyzantki (chor. „Noc” i wachm. „Dąb” byli przy tym niedwuznacznie namawiani do zlikwidowania dowódcy swojego zgrupowania). Wbrew wcześniejszym porozumieniom jeden z sowieckich oddziałów wcielił w swe szeregi grupę Czechów z Organizacji Todt, którzy zdezerterowali z zamiarem wstąpienia do polskiego oddziału. Z kolei polskie dowództwo odmówiło wydania Sowietom dwóch Kaszubów, którzy po dezercji z Wehrmachtu zostali wcieleni do radzieckiej partyzantki, a następnie uciekli z niej do polskiego oddziału. Strona sowiecka bardzo negatywnie zareagowała także na obchody Święta Niepodległości urządzone przez polski oddział w Derewnie, gdyż w trakcie uroczystości por. „Świr” wygłosił przemówienie jednoznacznie podkreślające przynależność ziem kresowych do Polski.
Do poważnego incydentu doszło w drugiej połowie listopada. Nocą 17/18 listopada polski zwiad konny otrzymał informację, że „Żydzi rabują we wsi Sobkowszczyzna”. Chorąży „Noc” natychmiast poderwał swoich żołnierzy i wypłoszył ze wsi napastników, którymi jak się okazało byli sowieccy partyzanci z oddziału Symchy Zorina (złożonego głównie z Żydów). Niedługo później do kwatery „Nocy” w Dubnikach zgłosiło się dziesięciu „zorinowców”, którzy zażądali zwrotu swoich koni i wozów zabranych przez polskich kawalerzystów. W odpowiedzi „Noc” rozkazał rozbroić przybyszów i odstawić ich nazajutrz do ich macierzystej jednostki (celem ukarania za nieprzepisową rekwizycję). Żołnierze AK wyznaczeni do odeskortowania zatrzymanych złamali jednak rozkaz i samowolnie rozstrzelali wszystkich „zorinowców”. Kilka dni później sowieckie dowództwo zażądało od mjr. „Wacława” wydania chor. Nurkiewicza. Ostatecznie powołano jednak komisję dwustronną, która otrzymała zadanie szczegółowego zbadania okoliczności incydentu. Przeprowadzone przez nią dochodzenie umorzono z powodu niewykrycia zarówno sprawców zabójstwa, jak też zwłok ofiar.
Ze względu na pogarszające się stosunki z sojusznikami wywiad i kontrwywiad batalionu stołpeckiego musiały rozpocząć działalność także na odcinku sowieckim. Obawiając się, że takie operacje mogą otwarcie zantagonizować Sowietów, por. „Lewald” doprowadził do wydzielenia ze struktur oddziału tzw. plutonu „Wołma” dowodzonego przez kpr. Antoniego Jankowskiego. Pododdział ten udawał odtąd samodzielną jednostkę, a jego głównym zadaniem była obserwacja działań sowieckich partyzantów i przeciwdziałanie ewentualnym antypolskim akcjom z ich strony.

#### Rozbrojenie zgrupowania
Pod koniec listopada dowódca zgrupowania iwienieckiego płk Grigorij Sidorok ps. „Dubow” skontaktował się z dowództwem polskiego batalionu, zapowiadając, że 1 grudnia pojawi się w polskim obozie, aby przemówić do żołnierzy. „Dubow” oczekiwał, że Polacy skoncentrują wszystkie swoje oddziały w głównym obozowisku w Drywieznie, umożliwiając mu w ten sposób rozmowę z jak największą liczbą partyzantów. Wbrew ostrzeżeniom por. „Góry” mjr „Wacław” zdecydował się spełnić wszystkie życzenia sowieckiego pułkownika. Znajdujące się w terenie pododdziały otrzymały rozkaz powrotu do obozowiska najpóźniej o świcie 1 grudnia. Na dzień przed zapowiadaną wizytą (według innych źródeł 27 listopada) w polskim obozie pojawił się kolejny sowiecki łącznik, przynosząc zaproszenie dla sztabu oraz dowódców polskich pododdziałów na naradę wojenną organizowaną przez „Dubowa”. Odprawa, zwołana jakoby w związku z niemieckimi przygotowaniami do kolejnej operacji przeciwpartyzanckiej, miała się odbyć 30 listopada. Tego dnia wypadały jednak imieniny kilku oficerów, stąd „Wacław” postanowił, że polska delegacja wyruszy do sowieckiego sztabu dopiero wczesnym rankiem 1 grudnia.
1 grudnia o godz. 6:00 z Drywiezny wyjechała delegacja, w której składzie znajdowali się mjr „Wacław”, por. „Lewald”, por. „Ikwa”, ppor. „Zator”, ppor. „Klin”, ppor. „Waldan” (Walenty Parchimowicz, oficer ds. bezpieczeństwa), pchor. „Junosza”, a także kilku innych oficerów oraz kilkunastu żołnierzy eskorty. Wkrótce po opuszczeniu obozowiska delegacja została niespodziewanie otoczona przez silny oddział sowieckich partyzantów. Wszystkich Polaków rozbrojono, a następnie odprowadzono do sztabu „Dubowa”. Niemal w tym samym czasie oddziały „Dubowa” przystąpiły do rozbrajania pozbawionych oficerów pododdziałów. Obozowisko w Drywieznie oraz kwaterująca nieco ponad kilometr dalej 2 kompania „Groma” zostały zaatakowane przez kilka tysięcy sowieckich partyzantów z brygad im. Stalina i Frunzego. Całkowicie zaskoczeni żołnierze AK w większości wypadków nie stawiali oporu. W ręce napastników wpadło ok. 150–160 oficerów, podoficerów i szeregowców. W gronie tym znaleźli się m.in. por. „Grom” oraz por. „Świr” (wizytujący tego dnia partyzanckie obozowisko). Wcześniej ppor. „Góra” zebrawszy kilkudziesięciu żołnierzy podjął próbę zorganizowania kontrataku, lecz musiał złożyć broń, gdy Sowieci zagrozili rozstrzelaniem wziętych w obozie jeńców. Tego poranka spośród kwaterujących w rejonie Drywiezny oddziałów uniknęła rozbrojenia jedynie ok. 20-osobowa „Grupa Dąb” z Obwodu Mołodeczno, do której zdołał także dołączyć ppor. „Góra”. W międzyczasie oddział im. Czapajewa z Brygady im. Stalina uderzył na wieś Derewno, gdzie zatrzymała się 1 kompania por. „Ikwy”. Dziesięciu polskich żołnierzy zabito na miejscu, ośmiu zraniono, a pozostałych rozbrojono. Sowieckie straty ograniczyły się do dwóch rannych. W ciągu kolejnych dziesięciu dni sowieccy partyzanci wyłapali również siedemnastu członków plutonu „Wołma” (z racji urlopów byli oni pojedynczo rozlokowani w okolicznych wsiach).
Schwytanych żołnierzy AK odprowadzono do sowieckich baz w głębi Puszczy Nalibockiej. Dziesięciu oficerów i organizatorów polskiego oddziału osadzono osobno w ściśle strzeżonych ziemiankach i poddano intensywnym przesłuchaniom. Po zakończeniu dochodzenia powołana przez gen. „Płatona” grupa śledcza złożyła wniosek o rozstrzelanie wszystkich dziesięciu jeńców. Ostatecznie na żądanie szefa Centralnego Sztabu Ruchu Partyzanckiego Pantielejmona Ponomarienki, „Wacław”, „Lewald”, „Klin”, „Grom” oraz „Ikwa” zostali nocą 13/14 stycznia 1944 wywiezieni drogą powietrzną na drugą stronę frontu. Wszystkich osadzono na moskiewskiej Łubiance, a później skierowano do łagrów, z których udało im się powrócić dopiero w 1948. Pięciu pozostałych oskarżonych – „Waldana”, „Zatora”, pchor. Tadeusza Migacza ps. „Mita”, st. wachm. Sergiusza Howorkę ps. „Jaszczołd” oraz plut. Władysława Skrodzkiego ps. „Jan” – rozstrzelano. Łącznie Sowieci zamordowali od 30 do 50 uprowadzonych żołnierzy. Obok wymienionych wyżej oficerów w gronie ofiar znaleźli się m.in. pchor. „Junosza”, kpr. Antoni Jankowski, ppor. Michał Meisner ps. „Mazur”, ppor. Witold Kryński ps. „Sibisz”, por. Ludwik Wierszyłowski ps. „Ludek”. Pozostałych Polaków, grupami po 3–4 osoby, wcielono do poszczególnych sowieckich oddziałów i poddano ścisłej inwigilacji.

Tow. „Dubow”. Operację przeprowadziliście doskonale. To bardzo dobrze. Oczekiwałem, że nie uda się jej wykonać bez wielkiego przelewu krwi (…). Wziąć Polaków do oddziałów i trzymać ich grupami (na razie bez broni) pod kierownictwem naszych dowódców. Część należy zwerbować i puścić do domu. Łajdaków, szczególnie policjantów, ziemian, osadników, strzelać, ale po cichu, żeby nikt nie wiedział – fragment listu gen. „Płatona” do płk. „Dubowa” z 1–2 grudnia 1943

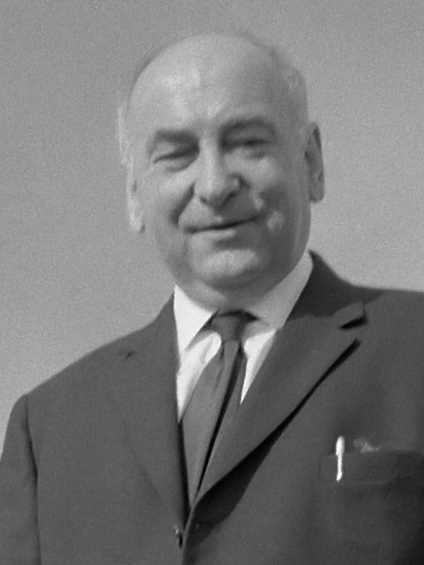
Pantielejmon Ponomarienko, naczelnik Centralnego Sztabu Ruchu Partyzanckiego, pierwszy sekretarz KC Komunistycznej Partii Białorusi (zdjęcie z 1961)

Zanim doszło do rozbrojenia batalionu chor. „Noc”, do którego od pewnego czasu docierały niejasne pogłoski o agresywnych zamiarach Sowietów, zdołał uzyskać zgodę na wyprowadzenie „w teren” swojego szwadronu kawalerii. Na wieść o sowieckim napadzie chorąży natychmiast skierował swój oddział do Derewna, lecz kawalerzyści przybyli do wsi zbyt późno, by ocalić piechurów z kompanii „Ikwy”. Dowiedziawszy się o rozbrojeniu niemal całego zgrupowania „Noc” zarządził odskok do wsi Pażdzierno koło Rubieżewicz. Kawalerzyści staczając po drodze drobne utarczki z sowieckimi partyzantami, dotarli na miejsce wieczorem 1 grudnia. W ciągu doby ułani „Nocy” zdołali pojmać od 70 do 120 sowieckich partyzantów, których po rozbrojeniu zwolniono. Przy schwytanym lejtnancie nazwiskiem Fieoktistow znaleziono tajny rozkaz, w którym dowództwo Partyzanckiej Brygady im. Stalina, działając z upoważnienia szefa Centralnego Sztabu Ruchu Partyzanckiego, nakazywało dowódcom i komisarzom swoich pododdziałów rozbroić „polskich legionistów”. Tym samym daremne okazały się nadzieje, iż zaskakujący atak był wyłącznie samowolną inicjatywą miejscowych sowieckich komendantów. Zdobyty dokument został przekazany do sztabu Okręgu Nowogródzkiego AK, który przesłał go następnie do Komendy Głównej AK, a ta drogą radiową do polskich władz w Londynie. W niewyjaśnionych okolicznościach rozkaz trafił także w ręce Niemców, którzy w zniekształconej formie wykorzystywali go później w propagandzie kierowanej do ludności polskiej.
3 grudnia – po ciężkim przemarszu przez bagna Isłoczy – grupa mołodecka z ppor. „Górą” na czele dotarła do wsi Osowo, gdzie połączyła się ze szwadronem „Nocy”. Następnego dnia mołodeczanie postanowili opuścić zagrożony teren i przejść na Wileńszczyznę. Dowodzący „Grupą Dąb” pchor. „Mały” zaproponował „Górze” i „Nocy”, aby wraz z resztkami swojego zgrupowania wyruszyli razem z nim. Żołnierze z Ośrodka Stołpce, których liczba stopniała do zaledwie sześćdziesięciu, zgodnie opowiedzieli się jednak za pozostaniem w Puszczy Nalibockiej. Wkrótce polski oddziałek uzyskał informację, że we wsi Kul zakwaterowali sowieccy partyzanci z Brygady im. Frunzego. Chorąży Nurkiewicz wysunął wówczas pomysł, aby schwytać dowództwo sowieckiego oddziału, a następnie wymienić jeńców na uprowadzonych polskich oficerów. W wyniku zaskakującego wypadu Polakom udało się rozbroić znacznie liczniejszą jednostkę przeciwnika (w walce zabito kilku Sowietów). Główny cel akcji nie został osiągnięty, gdyż dowodzący brygadą mjr Seweryn Kluczko zdołał uciec ze wsi. Zwycięstwo nad silniejszym przeciwnikiem poprawiło jednak nastroje w szeregach oddziałku. Mszcząc się za porażkę, Sowieci zamordowali następnego dnia siedemnastu chłopów z Kul. Rozstrzelali także siedmiu swoich towarzyszy, których oskarżono o niedopełnienie obowiązków.

#### Rozejm z Niemcami
W pierwszych dniach grudnia pomocy udzielali polskim partyzantom członkowie AK zakonspirowani w szeregach białoruskiej policji. Wsparcie to miało jednak charakter doraźny i na dłuższą metę nie mogło zmienić trudnej sytuacji oddziału. 7 grudnia żołnierze „Góry” zostali zaatakowani we wsi Kunasze przez silny oddział sowieckiej partyzantki. W starciu tym zużyto większość amunicji. Liczba żołnierzy zmalała do czterdziestu dwóch – zarówno z powodu strat, jak też dezercji szesnastu ułanów (po pewnym czasie dwunastu z nich wcielono na powrót w szeregi). Żołnierze byli wyczerpani nieustanną ucieczką i niemal codziennymi utarczkami, brakowało amunicji i najbardziej niezbędnego wyposażenia. Wielotysięczne sowieckie zgrupowanie konsekwentnie spychało Polaków na tereny kontrolowane przez Niemców.
Niemcy szybko dowiedzieli się o polsko-sowieckim konflikcie. Wkrótce za pośrednictwem polskiej ludności zaczęli wysyłać sygnały świadczące o gotowości do zawarcia „paktu o nieagresji” z oddziałem AK. Nie widząc żadnego alternatywnego wyjścia, „Góra” postanowił za zgodą pozostałych oficerów zwrócić się do dowództwa żandarmerii w Iwieńcu z propozycją zawarcia rozejmu. Do rozmów doszło 9 grudnia w rejonie wsi Kulczyce. Niemcy zaproponowali polskim partyzantom, aby przeszli pod ich komendę, co spotkało się jednak ze zdecydowaną odmową. „Góra” odrzucił także niemiecką ofertę przyjścia z pomocą w przypadku sowieckiego ataku. Ostatecznie zawarto porozumienie, które przewidywało, że obie strony zachowają wzajemną neutralność. Niemcy zgodzili się oddać pod kontrolę żołnierzy AK niewielki obszar położony w odległości ok. 4 km od Iwieńca. Ponadto ofiarowali Polakom kilka tysięcy sztuk amunicji oraz obiecali przekazać kolejne partie amunicji i broni w zamian za dostawy żywności.
Zawarcie porozumienia zostało zaaprobowane przez komendę Okręgu Nowogródzkiego AK. Wieści o kontaktach „Góry” z Niemcami spotkały się natomiast z bardzo negatywną reakcją KG AK i rządu RP na uchodźstwie. Zarówno gen. Tadeusz „Bór” Komorowski, jak i gen. Kazimierz Sosnkowski zażądali zerwania wszystkich stosunków z Niemcami. W obliczu sytuacji polityczno-militarnej panującej na Nowogródczyźnie wykonanie owych rozkazów oznaczałoby jednak w praktyce zagładę Zgrupowania Stołpeckiego i likwidację miejscowej siatki konspiracyjnej. Z tego powodu komendant Okręgu Nowogródzkiego ppłk Janusz Prawdzic-Szlaski na własną odpowiedzialność polecił „Górze” kontynuować kontakty z Niemcami, zabraniając jedynie zawierania jakichkolwiek umów na piśmie. Ostatecznie jego postępowanie zostało milcząco zaaprobowane przez KG AK.
Początkowo zakładano, że rozejm będzie trwał co najwyżej kilkanaście dni, lecz w rzeczywistości obowiązywał niemal do końca czerwca 1944. Na krótką metę porozumienie okazało się korzystne dla obu stron. Po 1 grudnia 1943 sowieccy partyzanci z Puszczy Nalibockiej skoncentrowali się na walce z Armią Krajową, rezygnując w praktyce z poważniejszych działań przeciwko Niemcom. Z kolei dzięki zawarciu rozejmu z Niemcami „Góra” uzyskał niezbędny czas i środki, które pozwoliły mu odbudować rozbity przez Sowietów oddział. Na wieść, że polskie zgrupowanie nie zostało unicestwione i nadal prowadzi walkę, z sowieckich oddziałów uciekło w ciągu kilku miesięcy od 75 do 150 uprowadzonych żołnierzy. Do oddziału wciąż napływali także nowi ochotnicy. W połowie stycznia 1944 w szeregach zgrupowania „Góry” znajdowało się 106 żołnierzy. Na początku lutego było ich już 157, a w kwietniu liczebność zgrupowania wzrosła do 446 partyzantów.
Marian Podgóreczny twierdził, że Niemcy bardzo niechętnie przekazywali oddziałowi „Góry” broń i amunicję, a po 9 grudnia „do skutku doszedł jeden efektywny transport niemieckich karabinów, granatów i amunicji z Mińska Białoruskiego”. Z meldunków przekazywanych przez „Górę” do komendy okręgu wynika natomiast, że do 26 marca 1944 jego oddział uzyskał od Niemców 4 granatniki wraz z 280 pociskami, 4 ckm, 9 rkm, 193 karabiny, 100 500 sztuk amunicji oraz 500 granatów. Z kolei między 1 kwietnia a 25 maja 1944 Niemcy dostarczyli Zgrupowaniu Stołpeckiemu 3 ckm, 5 lkm, 7 rkm, 181 karabinów, 110 tys. sztuk amunicji, 522 granaty ręczne oraz 148 pocisków do granatnika. Niemcy dostarczali przy tym Polakom broń i amunicję różnego pochodzenia (rosyjską, francuską, holenderską, belgijską, włoską), chcąc ich prawdopodobnie uzależnić w ten sposób od swoich dostaw. Znany jest także jeden wypadek, gdy żołnierzowi AK rannemu w walce z Sowietami (uprzednio białoruskiemu policjantowi) udzielono pomocy w niemieckim szpitalu.
Polsko-niemieckie porozumienie miało formę ustną, a w praktyce obie strony traktowały się z nieufnością i od samego początku zakładały, iż ma ono charakter tymczasowy. „Góra” zakazał swoim żołnierzom utrzymywania bez zgody dowództwa jakichkolwiek kontaktów z Niemcami i ich białoruskimi kolaborantami. Nie zrezygnowano przy tym całkowicie z działań antyniemieckich. Na rozkaz „Góry” zlikwidowani zostali sędzia Karaczun ze Stołpców (będący postrachem miejscowej ludności polskiej) oraz naczelnik gminy w Nowym Świerżniu. Miał także miejsce wypadek, gdy ułani chor. „Nocy” zbrojnie odparli niemiecką ekspedycję karną zamierzającą spacyfikować jedno z polskich gospodarstw. Z kolei Gestapo nadal tropiło ochotników zamierzających dołączyć do Zgrupowania Stołpeckiego, a zarządzenie białoruskiego starosty ze Stołpców, które oferowało nagrodę pieniężną za głowę każdego ujętego „legionisty”, nie zostało nigdy odwołane. W niemieckich dokumentach polski oddział konsekwentnie nazywano „bandą »Góry«”. Autorzy tajnego raportu Abwehry z 26 kwietnia 1944, przygotowanego dla sztabu Grupy Armii Środek, oceniali, że oddziały AK „Góry” i „Ragnera” prędzej lub później przystąpią do walki z Niemcami, a zawarcie z nimi rozejmu „przyniesie Wehrmachtowi więcej szkody niż tymczasowego pożytku”.

#### Walka z sowiecką partyzantką
Nad Niemnem wybuchła tymczasem regularna polsko-sowiecka wojna partyzancka. Oddziały „Dubowa” podejmowały próby zniszczenia Zgrupowania Stołpeckiego, a jednocześnie terroryzowały polską ludność cywilną. Mordowano rodziny polskich partyzantów oraz osoby podejrzewane o współpracę z Armią Krajową. Z powodu wyraźnej dysproporcji sił oraz rozkazów komendy okręgu zgrupowanie „Góry” przyjęło w tym konflikcie postawę defensywną, koncentrując się na samoobronie, utrzymaniu swojej obecności w terenie oraz ochronie polskiej ludności przed terrorem sowieckiej partyzantki. Później, w miarę możliwości, urządzano zasadzki na oddziały sowieckie lub urządzano niewielkie wypady na terytorium nieprzyjaciela. Chcąc pozyskać sympatię i poparcie miejscowych chłopów, żołnierze AK starali się zdobywać żywność przede wszystkim w kołchozach i sowchozach położonych po wschodniej stronie przedwojennej granicy. Często zaopatrywano się również kosztem rodzin miejscowych partyzantów sowieckich. Miały miejsce wypadki, gdy w odpowiedzi na terror stosowany przez zgrupowanie „Dubowa” polski oddział dokonywał odwetowych represji wobec rodzin i współpracowników sowieckich partyzantów.
W zależności od źródeł szacuje się, że do końca czerwca 1944 żołnierze „Góry” stoczyli 104, ponad 120 lub nawet ponad 160 potyczek z sowiecką partyzantką. Mimo że nieprzyjaciel posiadał nad Polakami zdecydowaną przewagę w liczebności i uzbrojeniu, Zgrupowanie Stołpeckie zazwyczaj wychodziło obronną ręką z tych starć. Świadczyć może o tym fakt, że w wyniku walk stoczonych między 1 grudnia 1943 a 1 stycznia 1944 sowiecka partyzantka straciła ok. 150 zabitych oraz ok. 120 wziętych do niewoli i rozbrojonych, podczas gdy polskie straty zamknęły się liczbą kilkunastu zabitych. Kazimierz Krajewski oceniał, że do końca czerwca 1944 zgrupowanie „Góry” zabiło ok. 600 sowieckich partyzantów, ponosząc przy tym dziesięciokrotnie mniejsze straty.
Do jednego z najpoważniejszych starć między partyzantami polskimi a sowieckimi doszło nocą 13/14 maja 1944 w Kamieniu Stołpeckim koło Iwieńca. Wieś, w której kwaterowało ok. 100–120 polskich piechurów z 1 kompanii, została wówczas zaatakowana przez ok. 700–800 sowieckich partyzantów. Po zaciętej kilkugodzinnej walce atakujący byli bliscy zwycięstwa, lecz nadejście polskiej odsieczy zmusiło ich do pośpiesznego odwrotu. Obie strony poniosły w tej potyczce poważne straty. Poległo od 16 do 21 polskich partyzantów, w tym dowódca kompanii plut. Józef Zujewski ps. „Mak”, podczas gdy kolejnych 23 żołnierzy zostało rannych. Zginęło także 20 mieszkańców Kamienia, a sama wieś została częściowo spalona. Straty sowieckie oceniano na ok. 80 zabitych i rannych. Po tej bitwie oddziały „Dubowa” nie podejmowały już poważniejszych działań zaczepnych przeciw polskiemu zgrupowaniu.

### Przygotowania do akcji „Burza”
Dzięki stałemu wzrostowi liczby partyzantów „Góra” mógł pod koniec lutego przeprowadzić reorganizację zgrupowania. Szwadron zwiadu kawaleryjskiego chor. „Nocy” przekształcony został w dywizjon kawalerii, podczas gdy piechotę uformowano w batalion pod dowództwem ppor. Witolda Pełczyńskiego ps. „Dźwig”. W kwietniu decyzją komendy okręgu jednostce piechoty nadano urzędową nazwę 1 Batalionu 78 Pułku Piechoty Strzelców Słuckich, podczas gdy oddział kawalerii otrzymał nazwę 1 Dywizjonu 27 Pułku Ułanów im. Króla Stefana Batorego. W tym samym czasie komenda okręgu odkomenderowała do Zgrupowania Stołpeckiego kilku oficerów, którzy objęli wakujące stanowiska dowódcze. Do zgrupowania dołączyli wówczas m.in. por. Jerzy Piestrzyński ps. „Helski”, ppor. Franciszek Baumgart ps. „Dan”, ppor. Witold Lenczewski ps. „Strzała” oraz ppor. Mikołaj Stecki ps. „Nowina”. U porucznika „Góry” zameldował się również dr Antoni Banis ps. „Kleszczyk”, który zorganizował szpital polowy z siedzibą w Gilikach.

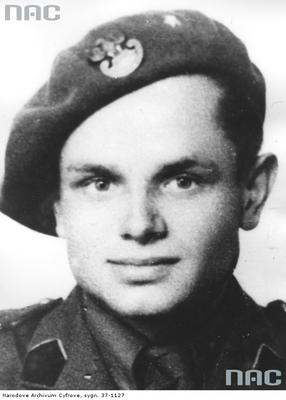
Franciszek Rybka ps. „Kula”, ostatni komendant Ośrodka „Słup”, zastępca dowódcy Zgrupowania Stołpeckiego

Zmiany kadrowe objęły także kierownictwo Ośrodka „Słup”. 1 grudnia 1943 komendant ośrodka por. „Świr” został uprowadzony przez sowieckich partyzantów, lecz jeszcze tego samego dnia zdołał uciec z kolumny jeńców. Dowództwo okręgu uznało jednak, że jako osoba zdekonspirowana nie może dalej pełnić swojej funkcji i przeniosło go na stanowisko komendanta Ośrodka „Bór” z siedzibą w Lidzie. Stanowisko komendanta Ośrodka Stołpce objął „cichociemny” por. Franciszek Rybka ps. „Kula”. W kwietniu 1944 opuścił on Stołpce i przeszedł do oddziałów „Góry”, gdzie objął stanowisko zastępcy dowódcy zgrupowania.

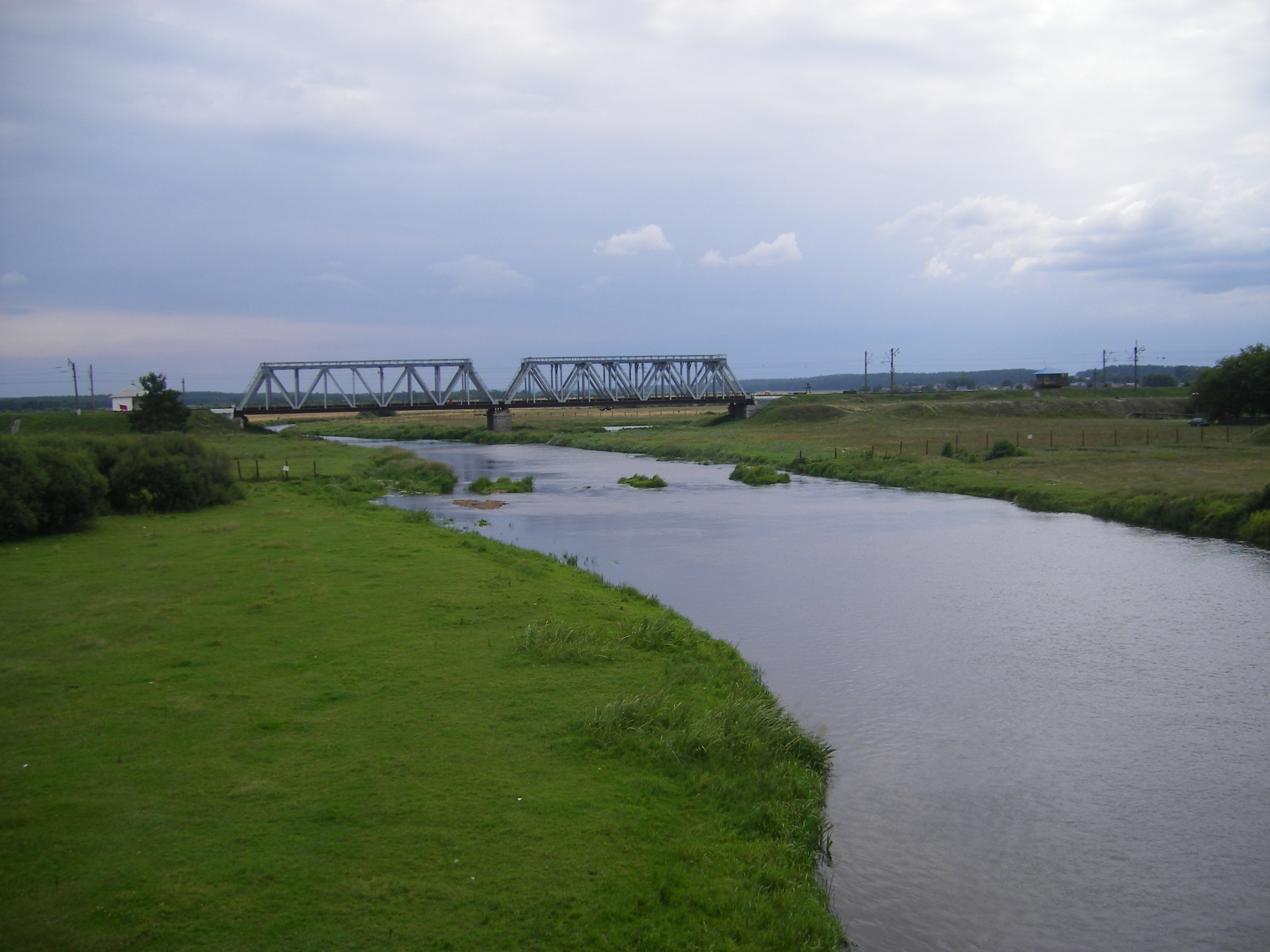
Most kolejowy nad Niemnem w Stołpcach

W związku ze zbliżaniem się Armii Czerwonej do przedwojennych granic Rzeczypospolitej kierownictwo Polskiego Państwa Podziemnego rozpoczęło wiosną 1944 przygotowania do akcji „Burza”. Jej celem miało być wzmożenie działań dywersyjnych na tyłach wycofującej się armii niemieckiej, a następnie powitanie wojsk sowieckich w charakterze „prawowitych gospodarzy”. W dowództwie AK istniały jednak sprzeczne koncepcje w odniesieniu do zadań, które powinny zostać postawione przed Zgrupowaniem Stołpeckim w momencie rozpoczęcia „Burzy”. Pierwotne plany powstania powszechnego zakładały, że zgrupowanie zablokuje szlaki komunikacyjne wiodące przez powiat stołpecki, tj. zniszczy most na Niemnie pod Stołpcami oraz sparaliżuje funkcjonowanie stacji kolejowej w Stołpcach. Po wybuchu konfliktu z sowiecką partyzantką rozważano natomiast wycofanie żołnierzy „Góry” oraz innych oddziałów Okręgu Nowogródek na tereny centralnej Polski (wskazują na to m.in. powojenne wspomnienia dowódcy okręgu). Ostatecznie postanowiono, że Zgrupowanie Stołpeckie weźmie udział w akcji „Burza” na terenie Inspektoratu „C” Okręgu Nowogródzkiego (Baranowicze). Jego zadaniem miało być w szczególności wyzwolenie obozu koncentracyjnego w Kołdyczewie.

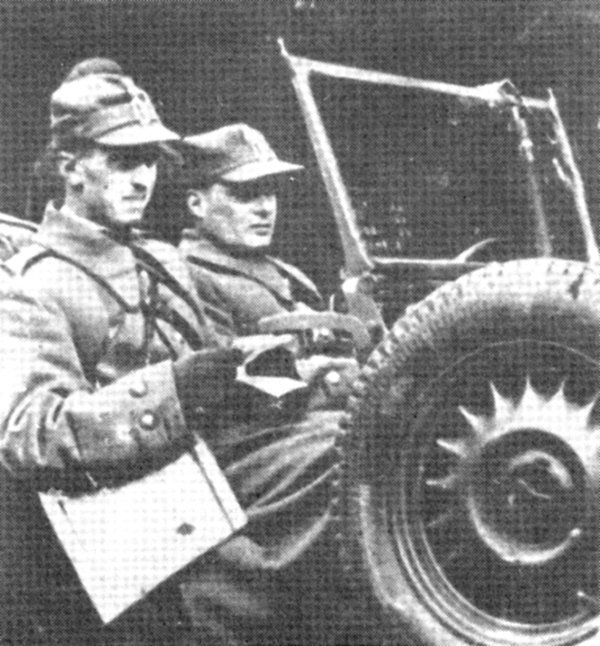
Major Maciej Kalenkiewicz ps. „Kotwicz” podczas operacji „Ostra Brama”

W kwietniu 1944 w dowództwie AK narodziła się koncepcja samodzielnego wyzwolenia Wilna. W operacji, której nadano kryptonim „Ostra Brama” udział wziąć miały połączone siły okręgów wileńskiego i nowogródzkiego. Ze względu na znaczną odległość Baranowicz od Wilna, a także fakt, iż między obydwoma miastami znajdowały się liczne niemieckie garnizony oraz operowały silne oddziały sowieckiej partyzantki, dowództwo Okręgu Nowogródzkiego nie przewidywało jednak użycia oddziałów Inspektoratu „C” w tej bitwie. Inne zdanie miał jednak w tej sprawie jeden z autorów planu wyzwolenia Wilna, mjr Maciej Kalenkiewicz ps. „Kotwicz” (dowódca Zgrupowania Nadniemieńskiego). Podczas odprawy, która odbyła się 17 czerwca w okolicach Lidy, poinformował on por. „Kulę”, że ma zamiar wykorzystać oddziały Zgrupowania Stołpeckiego w operacji „Ostra Brama”. Gdy „Kula” wskazał, że zgrupowanie nie będzie w stanie przebić się własnymi siłami w okolice Wilna, „Kotwicz” obiecał ułatwić żołnierzom „Góry” połączenie z głównymi siłami wileńskiej AK. Spotkanie pomiędzy Zgrupowaniem Stołpeckim a odsieczą pod wodzą „Kotwicza” miało nastąpić ok. 1–2 lipca w rejonie Wołożyna (inne źródła wskazują 10 lipca jako planowaną datę koncentracji). Zgodnie z obietnicą „Kotwicz” zorganizował improwizowany batalion o kryptonimie „Bagatelka”, z którym 22 czerwca wyruszył z Dokudowa w kierunku wschodnim. Po drodze uwikłał się jednak w zacięte walki z Niemcami i w rezultacie nie zdołał dotrzeć do Puszczy Nalibockiej. W potyczkach pod Dyndyliszkami i Kwiatkowcami „Bagatelka” poniosła ciężkie straty, a sam „Kotwicz” został poważnie ranny.
O chaosie kompetencyjnym, jaki panował w tym czasie w dowództwie okręgów wileńskiego i nowogródzkiego może świadczyć fakt, iż o planach „Kotwicza” nie był poinformowany inspektor Inspektoratu Baranowicze kpt. Andrzej Wierzbicki ps. „Józef”, któremu formalnie podlegało Zgrupowanie Stołpeckie. W myśl wcześniejszych planów oczekiwał on, że oddziały „Góry” będą prowadzić działania dywersyjne na terenie powiatów baranowickiego i nieświeskiego.

## Ewakuacja z Kresów Wschodnich

### Wymarsz na zachód
22 czerwca 1944 na Białorusi rozpoczęła się wielka ofensywa Armii Czerwonej, znana pod kryptonimem „Bagration”. W krótkim czasie cztery radzieckie fronty niemal całkowicie rozgromiły niemiecką Grupę Armii „Środek”, po czym rozpoczęły błyskawiczny marsz na zachód. Zgrupowanie Stołpeckie, które nie dysponowało sprawną łącznością z dowództwem okręgu, dowiedziało się o postępach Armii Czerwonej dzięki doniesieniom uchodźców oraz nasłuchiwaniu odgłosów ognia artylerii. Ze względu na zbliżanie się wojsk sowieckich, brak obiecanych map i przewodników oraz niepowodzenie wypadu mjr. „Kotwicza”, por. „Góra” uznał, że dotarcie do odległego o 160 km Wilna jest zadaniem niewykonalnym. Po konsultacji z dowódcami pododdziałów postanowił opuścić zagrożony teren i przejść w okolice Baranowicz, gdzie miał nadzieję skontaktować się z inspektorem „Józefem” i otrzymać od niego wytyczne w sprawie dalszego postępowania (28/29 czerwca).
Przed rozpoczęciem odwrotu „Góra” postanowił opanować Raków, gdzie zamierzał zmobilizować członków miejscowej siatki AK. Rankiem 29 czerwca miasteczko zostało zdobyte przez żołnierzy 1 kompanii por. „Dana”. Polscy partyzanci nie napotykając oporu rozbroili 40 białoruskich policjantów oraz trzech niemieckich żandarmów. Zlikwidowany został także posterunek białoruskiej policji w pobliskim Borku. Ponadto rozbrojono ponad trzydziestoosobowy oddział policji białoruskiej, który wjechał do Rakowa z kierunku Zasławia. Około 50 policjantów – członków lub współpracowników AK – przyłączyło się do polskiego zgrupowania. Zmobilizowano także ok. 100 członków młodzieżowej organizacji „Młode Orlęta”. Zakończywszy akcję „Dan” opuścił Raków, zabierając ze sobą w charakterze zakładników trzech niemieckich żandarmów. Wydarzenia te miejscowa ludność ochrzciła mianem „powstania rakowskiego”.
Wieczorem 29 czerwca „Dan” dotarł w rejon Rubieżewicz, gdzie zatrzymały się główne siły zgrupowania. Jeszcze tego samego dnia oddziały „Góry” wyruszyły w kierunku Baranowicz. Na wieść, że zgrupowanie opuszcza Puszczę Nalibocką, do wojska samorzutnie dołączyły rodziny partyzantów oraz inne osoby obawiające się sowieckich represji. Kolumna marszowa powiększyła się tym samym o blisko 150 cywilnych wozów. W Rubieżewiczach napotkano sowieckich partyzantów, których wyparto z miasteczka i zmuszono do ucieczki. 30 lipca polscy żołnierze przeszli przez niebroniony most na Niemnie w Świerżeniu. Wieczorem 1 lipca idące w straży przedniej 1 i 2 szwadron ułanów wdały się we wsi Proście pod Połoneczką w zacięty bój z silnym oddziałem rosyjskojęzycznych kolaborantów (część źródeł podaje, iż były to pododdziały brygady RONA, inne określają nieprzyjaciela mianem „Kozaków”). Walkę rozstrzygnęło dopiero wejście do akcji głównych sił zgrupowania. Tego wieczora poległo dwóch polskich żołnierzy, a trzynastu zostało rannych (w tym dowódca 2 szwadronu wachm. Józef Niedźwiecki ps. „Szary”).
Dotarłszy w okolice Baranowicz „Góra” nie zdołał nawiązać kontaktu z inspektorem „Józefem”. Z powodu braku czasu musiano zrezygnować z mobilizacji członków AK z okolic Baranowicz i Nieświeża. Nie przeprowadzono także planowanego pierwotnie ataku na obóz koncentracyjny w Kołdyczewie (był on już zresztą zlikwidowany przez Niemców). Nie mając łączności z dowództwem „Góra” postanowił kontynuować marsz na zachód. 3 lipca Zgrupowanie Stołpeckie dotarło do wsi Derewna pod Słonimiem, gdzie spędzono noc oraz cały następny dzień. Mimo podejmowanych prób nie udało się nawiązać kontaktu z dowództwem miejscowego ośrodka AK. Do zgrupowania dołączyła jedynie około dwudziestoosobowa grupa członków AK dowodzona przez pchor. Józefa Bylewskiego ps. „Grom”. Nieco wcześniej do „Góry” dotarł wreszcie łącznik od kpt. „Józefa”, lecz przekazane przez niego rozkazy, przewidujące prowadzenie działań dywersyjnych na terenie powiatów baranowickiego i nieświeskiego, były już całkowicie nieaktualne. 5 lipca zgrupowanie wznowiło marsz na zachód, przechodząc jeszcze tego samego dnia przez niestrzeżony most na rzece Szczara. Po przekroczeniu Szczary od zgrupowania stopniowo zaczęły się odłączać wozy z cywilnymi uchodźcami. Tymczasem 6 lipca polskie oddziały natknęły się w Rościewiczach na silny oddział rosyjskojęzycznych kolaborantów. Obie strony rozeszły się bez jednego wystrzału. Sześć dni później Niemcy zatrzymali we wsi Pruszanka Stara jeden z polskich patroli. Do żandarmów wysłano wówczas parlamentariuszy, którzy poinformowali, że polskie zgrupowanie jest formacją antybolszewicką oraz zagrozili użyciem siły, gdyby aresztanci nie zostali zwolnieni. Niemcy ugięli się pod tą groźbą i partyzanci zostali zwolnieni.
Wieczorem 15 lipca Zgrupowanie Stołpeckie sforsowało Bug na wysokości Dzierzb w powiecie sokołowskim, wkraczając tym samym na terytorium Generalnego Gubernatorstwa. Następnego dnia na błoniach niedaleko Dzierzb urządzono uroczystą mszę polową. Po zakończeniu nabożeństwa „Góra” wygłosił przemówienie do żołnierzy, w którego trakcie ogłosił zerwanie zawieszenia broni z Niemcami. Wiadomość ta wywołała ogromny entuzjazm wśród zebranych. Na wieść o zerwaniu rozejmu ułani z 2 szwadronu samowolnie rozstrzelali trzech niemieckich żandarmów wziętych do niewoli w Rakowie. Tego samego dnia żołnierze naliboccy zaatakowali także niemiecki samochód wjeżdżający do Dzierzb i zabili jego czteroosobową załogę.
Wymarsz z Dzierzb nastąpił 17 lipca. Zgrupowanie przeszło na tereny powiatu węgrowskiego i następnego dnia dotarło do Kałęczyna, gdzie pozostało do 21 lipca. W czasie przemarszu przez Podlasie i Mazowsze podejmowano próby nawiązania łączności z dowództwem AK. Lokalni komendanci nie chcieli jednak lub nie byli w stanie udzielić pomocy, natomiast zbyt długie poszukiwanie kontaktów na wyższym szczeblu było ryzykowne ze względu na szybkie postępy Armii Czerwonej. „Góra” i jego sztab musieli w tej sytuacji samodzielnie decydować o dalszych krokach. Większość oficerów sprzeciwiła się pomysłowi demobilizacji zgrupowania i rozlokowania żołnierzy w podlaskich wsiach. Propozycję przejścia w Góry Świętokrzyskie uznano natomiast za niewykonalną. Ostatecznie postanowiono podjąć próbę przejścia do Puszczy Kampinoskiej pod Warszawą.
24 lipca żołnierze „Góry” przypadkowo natknęli się na 3 pluton „Felek” 2 kompanii „Rudy” Batalionu „Zośka” oraz pluton z Obwodu Radzymin, które w związku z niemiecką obławą musiały opuścić partyzancką bazę w Puszczy Białej. Pod osłoną żołnierzy nalibockich oba pododdziały przeprawiły się przez Liwiec, po czym po przekroczeniu drogi Wyszków – Łochów odłączyły się od zgrupowania. Tego samego dnia w godzinach popołudniowych żołnierze „Góry” natknęli się na oddziały rosyjskojęzycznych kolaborantów, lecz dzięki pertraktacjom udało się uniknąć starcia. Po noclegu spędzonym w Marianowie i Dręszewie polskie zgrupowanie oderwało się od „własowców” i wznowiło marsz w kierunku Modlina. Przez Kowalichę, Ludwinów, Józefów, Serock, Nieporęt, Wieliszew i Janówek żołnierze „Góry” dotarli 25 lipca do Okunina, gdzie zarządzono krótki postój.
W ciągu trwającego 27 dni przemarszu Zgrupowanie Stołpeckie pokonało trasę o długości kilkuset kilometrów, forsując po drodze Niemen, Szczarę i Bug. Straty w ludziach i sprzęcie okazały się minimalne. Sukces ten żołnierze naliboccy zawdzięczali przede wszystkim stanowczości i umiejętnościom dowódczym „Góry” oraz chaosowi, który ogarnął niemiecką armię po klęsce na Białorusi. Podczas rajdu poruszano się bocznymi i mniej uczęszczanymi drogami, unikając w ten sposób kontaktu z większymi jednostkami niemieckimi. Z kolei mniejsze oddziały nieprzyjaciela napotkawszy liczne i silnie uzbrojone zgrupowanie starały się zazwyczaj unikać konfrontacji. Gdy konieczne okazywało się przekroczenie którejś z zatłoczonych głównych szos, polscy partyzanci włączali się do ruchu, przemykając pomiędzy niemieckimi kolumnami. W kontaktach z Niemcami i ich sojusznikami wykorzystywano fakt, iż wielu żołnierzy „Góry” wciąż nosiło mundury białoruskich policjantów. Do 16 lipca swoisty kamuflaż stanowili także trzej niemieccy żandarmi z Rakowa, których ostentacyjnie wieziono na czołowym wozie kolumny. W ten sposób polskie zgrupowanie z powodzeniem mogło podszywać się pod jedną z licznych formacji kolaboracyjnych, które cofały się na zachód w ślad za rozbitym Wehrmachtem.

### Przeprawa przez Wisłę
Po krótkim postoju w Okuninie zgrupowanie wznowiło marsz i przemykając pomiędzy kolumnami nieprzyjaciela, stanęło późnym popołudniem 25 lipca na rynku w Nowym Dworze Mazowieckim. Zdezorientowani Niemcy nie otworzyli ognia, na wszelki wypadek zablokowali jednak pobliski most nad Wisłą. Wkrótce przystąpiono do pertraktacji. Polskie zgrupowanie reprezentowała delegacja w składzie: por. „Kula”, ppor. „Dan”, por. Aleksander Wolski ps. „Jastrząb” oraz chor. Stefan Andrzejewski ps. „Wyżeł”. Stronę niemiecką reprezentowali natomiast komendant „stacji zbornej rozproszonych oddziałów w twierdzy Modlin” płk H. von Biber oraz jego adiutant mjr Jaster von Valdan.
Rozmowa trwała około pół godziny. Na wstępie „Kula” oświadczył Niemcom, że mają do czynienia z sojuszniczym Polnische Legion, który walczy z bolszewizmem u boku Wehrmachtu. Zwrócił się jednocześnie o pozwolenie na przejście przez most oraz poprosił o wydanie oddziałowi zaopatrzenia i furażu. W odpowiedzi płk von Biber zażądał od polskich delegatów okazania dokumentów potwierdzających prawdziwość ich słów. W międzyczasie Niemcy przygotowali się na wypadek możliwej walki. W rejon mostu podjechało kilkanaście pojazdów pancernych, a ochrona obiektu zajęła stanowiska bojowe. Porucznik „Góra”, który pozostał przy głównych siłach zgrupowania, również zarządził gotowość bojową. Ostatecznie udało się jednak uniknąć przelewu krwi, gdyż niemieccy oficerowie zaakceptowali wyjaśnienia „Kuli” i wyrazili zgodę na przemarsz polskiego zgrupowania na zachodni brzeg Wisły. Do sukcesu negocjacji przyczynił się fakt, iż mjr von Valdan rozpoznał w pochodzącym z Wielkopolski „Wyżle” swojego kolegę frontowego z czasów I wojny światowej. Nocą 25/26 lipca polskie zgrupowanie zgodnie z wytycznymi otrzymanymi od płk von Bibera zatrzymało się na kwaterach w Dziekanowie Polskim, budząc zdumienie, a następnie entuzjazm wśród miejscowej ludności polskiej.
W chwili przybycia do Dziekanowa Polskiego liczebność i struktura organizacyjna Zgrupowania Stołpeckiego przedstawiały się następująco:.
- Dowództwo Zgrupowania (11 os.)
- Kwatermistrzostwo kierowane przez por. Aleksandra Wolskiego ps. „Jastrząb” (14 os.)
- Żandarmeria pod dowództwem kpr. Mariana Radziwona ps. „Drzymała” (11 os.)
- I Batalion 78 Pułku Strzelców Słuckich AK pod dowództwem por. Witolda Pełczyńskiego ps. „Dźwig” (438 os.)
  - 1 kompania (por. Franciszek Baumgart ps. „Dan”)
  - 2 kompania (por. Witold Lenczewski ps. „Strzała”)
  - 3 kompania (por. Jerzy Piestrzyński ps. „Helski”)
- I Dywizjon 27 Pułku Ułanów AK im. Króla Stefana Batorego pod dowództwem chor. Zdzisława Nurkiewicza ps. „Noc” (272 os.)
  - 1 szwadron (wachm. Jan Jakubowski ps. „Dąb”)
  - 2 szwadron (wachm. Józef Niedźwiecki ps. „Szary”)
  - 3 szwadron (wachm. pchor. Narcyz Kulikowski ps. „Sum”)
  - 4 szwadron (ppor. Aleksander Pietrucki ps. „Jawor”)
- szwadron ckm pod dowództwem por. Jarosława Gąsiewskiego ps. „Jar”, stanowiący zalążek 23 Pułku Ułanów Grodzieńskich AK[h] (69 os.)
- Szpital polowy kierowany przez dr. Antoniego Banisa ps. „Kleszczyk” (46 os.)

26 lipca 1944 w szeregach zgrupowania służyło 861 oficerów, podoficerów i szeregowych. Na stanie uzbrojenia znajdowało się: 7 granatników, 11 ckm, 41 rkm i lkm, 43 karabiny dziesięciostrzałowe, 53 pistolety maszynowe, 627 karabinów, 137 pistoletów, 794 granaty, 195 500 sztuk amunicji. Ponadto zgrupowanie dysponowało 589 końmi, 320 siodłami, 185 wozami i 8 taczankami.

## Udział w powstaniu warszawskim

### Pierwsze dni w Puszczy Kampinoskiej
Wczesnym rankiem 26 lipca „Góra” udał się rowerem do Warszawy, gdzie miał nadzieję nawiązać kontakt z kierownictwem AK. Wyprawa do stolicy zakończyła się jednak całkowitym niepowodzeniem. Co prawda „Góra” przypadkowo spotkał na ulicy kolegę „cichociemnego” Adama Borysa ps. „Pług”, ten jednak w odpowiedzi na prośbę o skontaktowanie z dowództwem ograniczył się do złożenia oferty odkupienia broni od zgrupowania „Góry”. W międzyczasie w Dziekanowie pojawił się kpt. Józef Krzyczkowski ps. „Szymon”, któremu jako dowódcy VIII Rejonu „Łęgów” w Obwodzie VII „Obroża” podlegały struktury AK we wschodniej części Puszczy Kampinoskiej. „Szymona” zaintrygowały i zaniepokoiły informacje o pojawieniu się na jego terenie „dziwnych żołnierzy w polskich mundurach”, a wyjaśnienia por. „Kuli” przyjął początkowo z dużą nieufnością, obawiając się, że ma do czynienia z intrygą Gestapo. Ostatecznie obiecał jednak porozumieć się ze swoimi przełożonymi i przekazać Zgrupowaniu Stołpeckiemu wytyczne w sprawie dalszego działania.
26 lub 27 lipca „Szymon” nawiązał kontakt z dowódcą Obwodu „Obroża” mjr. Kazimierzem Krzyżakiem ps. „Bronisław”. Ten w pierwszym odruchu polecił rozbroić zgrupowanie „Góry”, później natomiast zaproponował odkupienie broni od jego żołnierzy. Oba te pomysły „Szymon” ocenił jako całkowicie nierealne. W strukturach VIII Rejonu znajdowało się zaledwie ok. 350–400 uzbrojonych żołnierzy, stąd nie można było myśleć o rozbrojeniu liczniejszego i lepiej uzbrojonego Zgrupowania Stołpeckiego. Trudno było także przypuszczać, aby żołnierze kresowi zgodzili się odsprzedać swoją broń. Ostatecznie mjr „Bronisław” obiecał przedstawić całą sprawę najwyższemu kierownictwu AK. Nie ufając zbytnio tej obietnicy „Szymon” postanowił na własną rękę skontaktować się z Komendą Główną. W tym celu wykorzystał swoją znajomość z szefem łączności KG AK płk. Kazimierzem Pluta-Czachowskim ps. „Kuczaba”. Już następnego dnia „Kuczaba” poinformował „Szymona”, że KG AK postanowiła skierować Zgrupowanie Stołpeckie w Bory Tucholskie na Pomorzu Gdańskim. Zapowiedział jednocześnie, że „Góra” stanie przed sądem wojennym pod zarzutem współpracy z Niemcami.
Decyzja KG AK była motywowana wyłącznie przesłankami natury politycznej. W przeddzień planowanego powstania dowództwo podziemnej armii świadomie zrezygnowało z wykorzystania dobrze uzbrojonego i zahartowanego w bojach zgrupowania, obawiając się, że jego obecność pod Warszawą utrudni nawiązanie współpracy z Armią Czerwoną. Co więcej, rozkaz, który Stanisław Podlewski określił później słowami „szalony i niepoczytalny”, w praktyce skazywał Zgrupowanie Stołpeckie na zagładę, gdyż kresowi żołnierze nie mieli żadnych szans przedrzeć się kilkaset kilometrów w głąb niemieckiego zaplecza. Nie udało się dotąd ustalić, kto personalnie stał za wydaniem tego rozkazu (miał on wyłącznie formę ustną). Zdaniem Kazimierza Krajewskiego jego autora lub autorów należy szukać w gronie oficerów KG AK opowiadających się za kompromisem z ZSRR.
„Góra” wstrząśnięty treścią otrzymanego rozkazu oświadczył „Szymonowi”, że nie jest w stanie go wykonać. Zaproponował natomiast, że wraz z całym swoim zgrupowaniem odda się pod jego komendę. „Szymon” szybko podchwycił tę propozycję. Podzielał bowiem zdanie „Góry” o bezsensowności wymarszu w Bory Tucholskie, a także zdawał sobie sprawę, że podporządkowanie Zgrupowania Stołpeckiego umożliwiłoby zwiększenie sił jego rejonu o blisko 900 dobrze uzbrojonych i doświadczonych partyzantów. Tym samym zmieniłby się dotychczasowy układ sił we wschodniej części Puszczy Kampinoskiej, a jego rejon miałby szansę na wykonanie zadań, które nakładały na niego plany powstańcze. „Szymon” ponownie skontaktował się więc z płk. „Kuczabą”, prosząc o przekazanie do KG AK wniosku o włączenie oddziałów „Góry” w skład VIII Rejonu. Ostatecznie dowództwo AK wyraziło zgodę, zastrzegając jednak, że „Szymon” przejmuje dowództwo nad Zgrupowaniem Stołpeckim „na swoją odpowiedzialność”.
Po objęciu dowództwa nad zgrupowaniem „Góry” kpt. „Szymon” zdecydował, że w zależności od dalszego postępowania Niemców żołnierze naliboccy albo natychmiast przystąpią do walki, albo pozostaną w postawie wyczekującej. Postanowiono jednocześnie wysłać grupę kresowych kawalerzystów do Modlina, aby wykorzystując przekonanie nieprzyjaciela, iż ma do czynienia z oddziałem kolaboracyjnym, uzyskali oni od załogi twierdzy jak największą ilość amunicji, lekarstw i środków opatrunkowych. Fortel ten udał się częściowo. Niemcy rzeczywiście dostarczyli żołnierzom „Góry” sporą ilość zaopatrzenia, lecz w momencie, gdy polski oddział opuszczał Modlin, podstęp został odkryty. Wywiązała się wówczas walka, w której poległ jeden polski ułan. 29 lipca „Szymon” rozkazał zgrupowaniu nalibockiemu opuścić Dziekanów i przejść w rejon wsi Wiersze i Truskawka w centralnej części Puszczy Kampinoskiej. Po drodze żołnierze „Góry” zlikwidowali posterunki niemieckiej żandarmerii i straży granicznej w Kaliszkach. 31 lipca oddziały nalibockie doszczętnie rozbiły kompanię Wehrmachtu kwaterującą we wsi Aleksandrów. Za cenę zaledwie dwóch rannych zabito wówczas blisko 50 Niemców oraz zdobyto sporo broni i amunicji. Wzięto także pięciu jeńców, których po rozbrojeniu i pozbawieniu umundurowania puszczono wolno. Starcie w Aleksandrowie rozwiało ostatnie wątpliwości „Szymona” co do prawdziwych intencji „Góry” i jego żołnierzy. Uznawane jest ono także za faktyczny początek powstania w Puszczy Kampinoskiej.
W ostatnich dniach lipca od zgrupowania odłączył się por. „Kula”. Z powodu zachorowania na czerwonkę udał się on bowiem na leczenie do Warszawy, gdzie zaskoczył go wybuch powstania.

### Walki w dniach 1–15 sierpnia 1944
1 sierpnia o godz. 15:00 kpt. „Szymon” odebrał rozkaz komendanta Okręgu Warszawskiego AK w sprawie rozpoczęcia akcji powstańczej w stolicy i na jej peryferiach. Ze względu na fakt, iż nastąpiło to zaledwie dwie godziny przed godziną „W”, rozproszone i nie w pełni zmobilizowane siły VIII Rejonu nie miały szans, by w wyznaczonym terminie zakończyć koncentrację i uderzyć na swój główny cel, którym było lotnisko bielańskie. Ostatecznie w pierwszym natarciu na lotnisko wziął udział jedynie częściowo zmobilizowany I Batalion „kampinoski”. Główne siły VIII Rejonu zakończyły koncentrację w rejonie wzgórza 103 na Łużach dopiero w nocy 1/2 sierpnia.

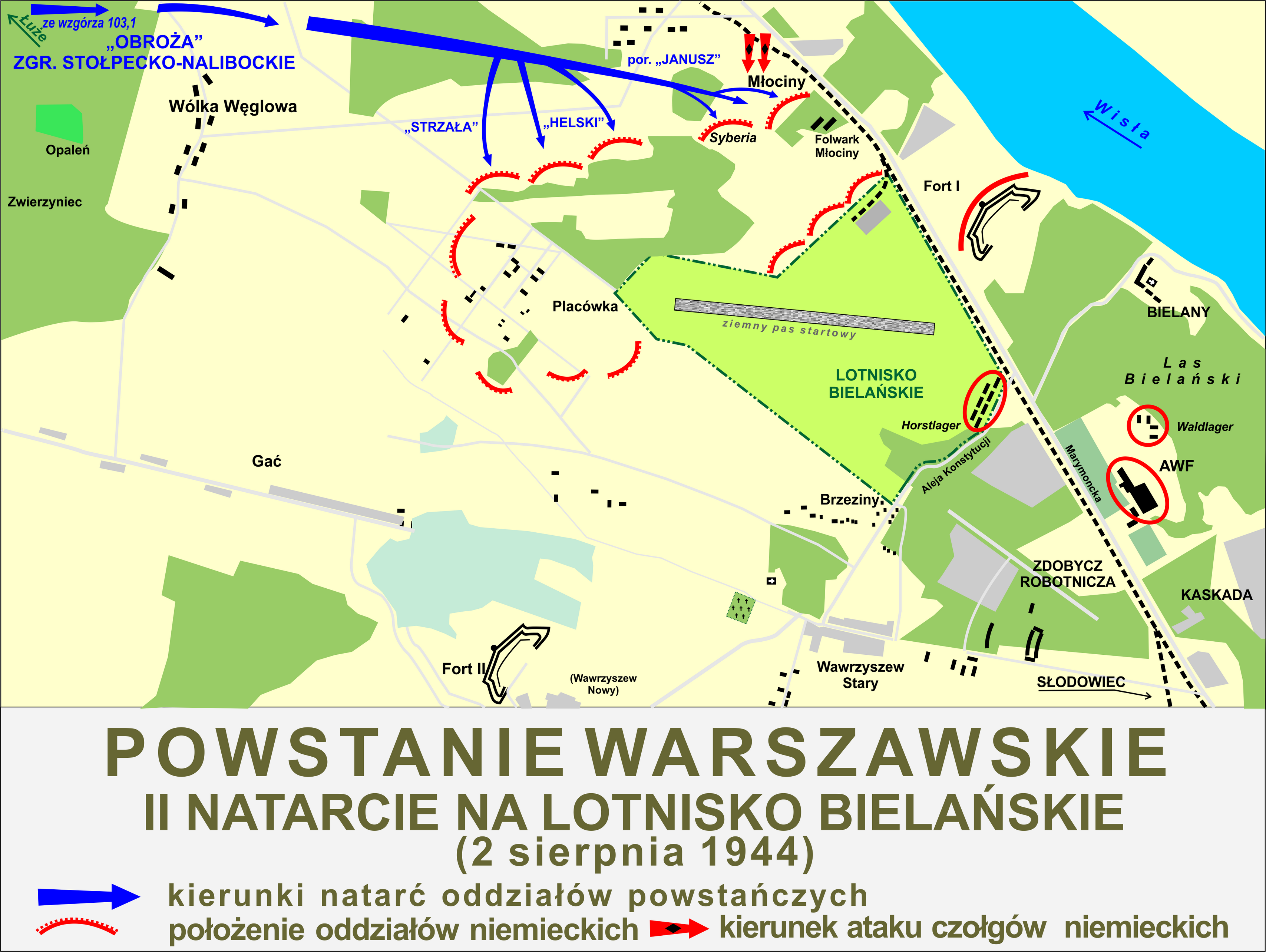
Drugie natarcie na lotnisko bielańskie

Drugie natarcie rozpoczęło się 2 sierpnia około godz. 4.00 nad ranem. Do ataku ruszyło wówczas 984 żołnierzy AK, w tym piechurzy z batalionu por. „Dźwiga” oraz szwadron ckm por. „Jara” (oddziały nalibockie stanowiły prawe skrzydło natarcia). Siły VIII Rejonu okazały się jednak zbyt słabo uzbrojone i nieliczne, aby zdobyć silnie umocnione lotnisko. Po wielogodzinnej walce wszystkie polskie ataki zostały odparte. Porucznik „Góra”, który w zastępstwie ciężko rannego „Szymona” objął dowództwo nad całością sił, wobec braku amunicji i zagrożenia bocznym uderzeniem z szosy modlińskiej musiał zarządzić odwrót w rejon Łuż. VIII Rejon poniósł w tej walce straty w wysokości 31 zabitych i 45 rannych, przy czym oddziały nalibockie utraciły 9 zabitych i zaginionych oraz kilkunastu rannych. Bolesną stratą była w szczególności śmierć powszechnie lubianego dowódcy 3 kompanii, por. „Helskiego”. Oddziały AK w Puszczy Kampinoskiej aż do połowy sierpnia 1944 pozostawały niezdolne do prowadzenia poważniejszych działań ofensywnych. Niemniej niemieckie dowództwo wydało wkrótce rozkaz zniszczenia lotniska bielańskiego. Część polskich historyków i weteranów była przekonana, że to właśnie natarcia VIII Rejonu skłoniły Niemców do rezygnacji z użytkowania bazy.
W czasie gdy główne siły VIII Rejonu szturmowały lotnisko, spieszony dywizjon 27 Pułku Ułanów podjął próbę zablokowania szosy Warszawa – Modlin. W zasadzkach pod Pieńkowem i Burakowem naliboccy ułani zabili ok. 34–41 Niemców oraz zniszczyli 17 samochodów. Straty własne ograniczyły się do jednego zabitego i dwóch rannych. Pozbawieni broni przeciwpancernej kawalerzyści musieli jednak się wycofać, gdy na szosie pojawiły się niemieckie czołgi.
Po nieudanym ataku na lotnisko oddziały VIII Rejonu wycofały się w głąb Puszczy Kampinoskiej, tj. w rejon wsi Wiersze, Truskawka, Janówek, Krogulec. 3 sierpnia zaskoczono i rozbito pod Truskawką niemiecki oddział w sile kompanii. Za cenę stosunkowo niewielkich strat polscy żołnierze zabili wówczas blisko 70 Niemców oraz wzięli do niewoli kolejnych kilkunastu. Decydującą rolę w tym starciu odegrali żołnierze naliboccy (piechurzy z 1 i 3 kompanii oraz ułani z 3 szwadronu). Ponadto tego samego dnia kawalerzyści z 2 szwadronu stoczyli zwycięską potyczkę z kilkunastoosobowym oddziałem Wehrmachtu, który dokonywał rekwizycji w kampinoskich wsiach. Oba zwycięstwa znacząco poprawiły nastroje w kampinoskich oddziałach AK, nadszarpnięte wcześniejszą porażką na lotnisku bielańskim.
3 sierpnia na bazie „kampinoskich” oddziałów VIII Rejonu oraz jednostek Zgrupowania Stołpeckiego utworzony został Pułk AK „Palmiry-Młociny”. Ciężko ranny „Szymon” przekazał dowodzenie pułkiem „w czasie akcji bojowej” por. Pilchowi. Sobie samemu zarezerwował natomiast „wyznaczanie zadań bojowych i kierownictwo ogólne”. Jednocześnie na wniosek „Szymona” większość oficerów Zgrupowania Stołpeckiego zmieniła swoje pseudonimy. W ten sposób por. „Góra” znany był odtąd jako „Dolina”, por. „Dźwig” – jako „Witold”, chor. „Noc” – jako „Nieczaj”, wachm. „Dąb” – jako „Wołodyjowski”, a wachm. „Szary” – jako „Lawina”.
Wieczorem 7 sierpnia oddziały Pułku „Palmiry-Młociny” uderzyły na niemieckie placówki przy szosie łączącej Leszno z Babicami. Batalion „Witolda” wsparty przez ułanów „Nieczaja” częściowo wyparł Niemców z Borzęcina Dużego, Zaborowa i Zaborówka. Z kolei słabo uzbrojony batalion „kampinoski”, który uderzał na odcinku między Zielonkami a Zalesiem, na rozkaz swojego dowódcy kpt. Stanisława Nowosada ps. „Dulka” wycofał się z walki, gdy na niebie ukazał się niemiecki samolot rozpoznawczy. Jeszcze tej samej nocy „Dulka” bez porozumienia z dowództwem zarządził rozwiązanie swojego batalionu. Siły Pułku „Palmiry-Młociny” stopniały w ten sposób z 2 tys. żołnierzy do około 1400. W ocenie Kazimierza Krajewskiego tylko obecność żołnierzy Zgrupowania Stołpeckiego pozwoliła wówczas podtrzymać akcję powstańczą w Puszczy Kampinoskiej.
W kolejnych dniach oddziały nalibockie nadal toczyły walki z Niemcami. 8 sierpnia nieprzyjacielskie czołgi zaatakowały pozycje 1 i 2 szwadronu w rejonie Budy i Truskawia. Dwa dni później kompania piechoty por. „Dana” wyparła Niemców z Brzozówki (za cenę trzech poległych zabito wówczas około osiemnastu Niemców). Niepowodzeniem zakończył się natomiast atak kompanii por. „Strzały” na Leoncin (noc 11/12 sierpnia).

### Żołnierze naliboccy w Warszawie
Dowództwo AK liczyło, że silne partyzanckie zgrupowanie z Puszczy Kampinoskiej będzie w stanie przyjść z odsieczą powstańczej Warszawie. Pierwsze rozkazy w tej sprawie dotarły do kpt. „Szymona” już 8 sierpnia. Ze względu na brak broni i amunicji oraz trudności organizacyjne „Szymon” odwlekał jednak skierowanie swoich oddziałów do Warszawy.
Rozkazem z 8 sierpnia „Szymon” potwierdził przekazanie „Dolinie” dowodzenia bojowego nad siłami VIII Rejonu, powierzając mu jednocześnie zadanie zintegrowania wszystkich przebywających w puszczy oddziałów AK w jedno zgrupowanie. Z powodu sporów kompetencyjnych i ambicjonalnych pomiędzy obecnymi w puszczy oficerami AK zadanie to okazało się jednak niemożliwe do zrealizowania. Kapitan Władysław Nowakowski ps. „Serb”, który na początku sierpnia przybył do puszczy wraz z blisko 160 żołnierzami III Rejonu Obwodu II AK „Żoliborz”, odmówił podporządkowania się komendzie VIII Rejonu. Z kolei 11 sierpnia do kwatery głównej Pułku „Palmiry-Młociny” w Wierszach dotarł inspektor Inspektoratu Skierniewice AK ppłk Ludwik Wiktor Konarski ps. „Wiktor”/„Victor”, który z upoważnienia dowódcy Podokręgu Zachodniego AK „Hajduki” – ppłk. Franciszka Jachiecia ps. „Roman” – podjął próbę podporządkowania sobie wszystkich oddziałów kampinoskich. „Victor” i „Roman” powoływali się przede wszystkim na przedpowstaniowe wytyczne KG AK, które przewidywały, że wszystkie oddziały partyzanckie przybyłe z obcych terenów są zobowiązane podporządkować się właściwemu komendantowi terenowemu (Wiersze leżały na terytorium „Hajduków”). „Szymon” i „Dolina” wskazując na otrzymane przed kilkoma dniami rozkazy KG AK, stanowczo odmówili jednak podporządkowania się rozkazom „Victora”. Co prawda dowództwo AK już 9 sierpnia wyznaczyło mjr. Alfonsa Kotowskiego ps. „Okoń” na dowódcę oddziałów kampinoskich, lecz zdołał on dotrzeć do Wierszy dopiero tydzień później. Późniejsze wydarzenia pokazały zresztą, że „Okoń” nie posiadał odpowiednich predyspozycji dowódczych, a jego ordynarność i gwałtowny charakter wpływały negatywnie na morale żołnierzy. W ocenie Kazimierza Krajewskiego talenty dowódcze oraz doświadczenie bojowe predysponowały por. „Dolinę” do objęcia dowództwa nad nowo powstałą Grupą „Kampinos”. Było to jednak niemożliwe ze względu na jego niski stopień oraz brak zaufania KG AK do jego osoby.
Powstańcze dowództwo kierowało do Grupy „Kampinos” coraz bardziej alarmujące rozkazy. W tych okolicznościach wieczorem 15 sierpnia wyruszyła do Warszawy dobrze uzbrojona odsiecz. Jej trzonem był liczący ponad 450 żołnierzy wydzielony batalion z Pułku „Palmiry-Młociny”, na którego czele stanął dotychczasowy dowódca piechoty nalibockiej – por. „Witold”. Większość żołnierzy batalionu również wywodziła się z szeregów Zgrupowania Stołpeckiego, choć wobec perspektywy walk ulicznych poszczególnym kompaniom częściowo przydzielono „warszawską” kadrę dowódczą oraz uzupełniono ich szeregi pewną liczbą żołnierzy pochodzących z miasta lub z jego przedmieść. Odsiecz, w której skład weszło również żoliborskie zgrupowanie kpt. „Serba” oraz tzw. kompania sochaczewska z podokręgu „Hajduki”, wyruszyła do miasta pod ogólnym dowództwem ppłk. „Victora”. Tej nocy nie doszło jednak do oczekiwanego przez powstańcze dowództwo natarcia na tyły niemieckiej Grupy Bojowej „Reinefarth”. Po wielu perypetiach polska kolumna nie nawiązawszy walki z Niemcami przeszła na powstańczy Żoliborz. W nocnych ciemnościach blisko 300 żołnierzy zgubiło drogę i zawróciło do puszczy. W tej liczbie znalazła się ponad połowa składu osobowego batalionu „Witolda”, tj. cała 150-osobowa kompania ppor. „Prawdzica” oraz dwa plutony z kompanii por. „Jaskólskiego” (100 żołnierzy). Jednostki te dotarły na Żoliborz dopiero nocą 19/20 sierpnia – wraz z drugim rzutem odsieczy zorganizowanym przez mjr. „Okonia”.
20 sierpnia na Żoliborzu znajdowało się już sześć kompanii z Grupy „Kampinos”, liczących od 750 do 940 dobrze uzbrojonych żołnierzy. Powstańcze dowództwo postanowiło użyć „leśnych” do przełamania niemieckiej bariery oddzielającej Stare Miasto od Żoliborza, której trzonem był Dworzec Gdański wraz z pobliską linią kolei obwodowej. Zadanie to było niezwykle trudne do wykonania, gdyż dworca i torów broniły liczne niemieckie stanowiska obronne, wzmocnione bunkrami i osłaniane zasiekami z drutu kolczastego. Obrońców wspierał w dodatku pociąg pancerny, a przedpole torów było od zachodu i wschodu flankowane ogniem niemieckiej artylerii i broni maszynowej z pobliskich Instytutu Chemicznego, Burakowa, Cytadeli oraz Fortu i Parku im. Traugutta. Polskie oddziały nie dysponowały natomiast ciężką bronią, a ich dowództwo miało bardzo mgliste pojęcie na temat liczebności nieprzyjaciela i rozlokowania jego stanowisk. „Leśni” nie znali terenu przyszłej walki i nie mieli doświadczenia w walce miejskiej. Komendant powstańczego Żoliborza ppłk. Mieczysław Niedzielski ps. „Żywiciel” nie wyraził jednak zgody na przydzielenie im miejscowych przewodników. Fatalnym posunięciem okazało się także zniesienie funkcjonującego wcześniej podziału organizacyjnego na bataliony „Witolda” (nalibocki) i „Mścisława” (kampinosko-sochaczewski). W ten sposób zamiast zintegrowanych batalionów do natarcia ruszyły „rzuty” o zmieszanym składzie środowiskowym, nad którymi ich formalni dowódcy mieli w praktyce ograniczoną kontrolę.

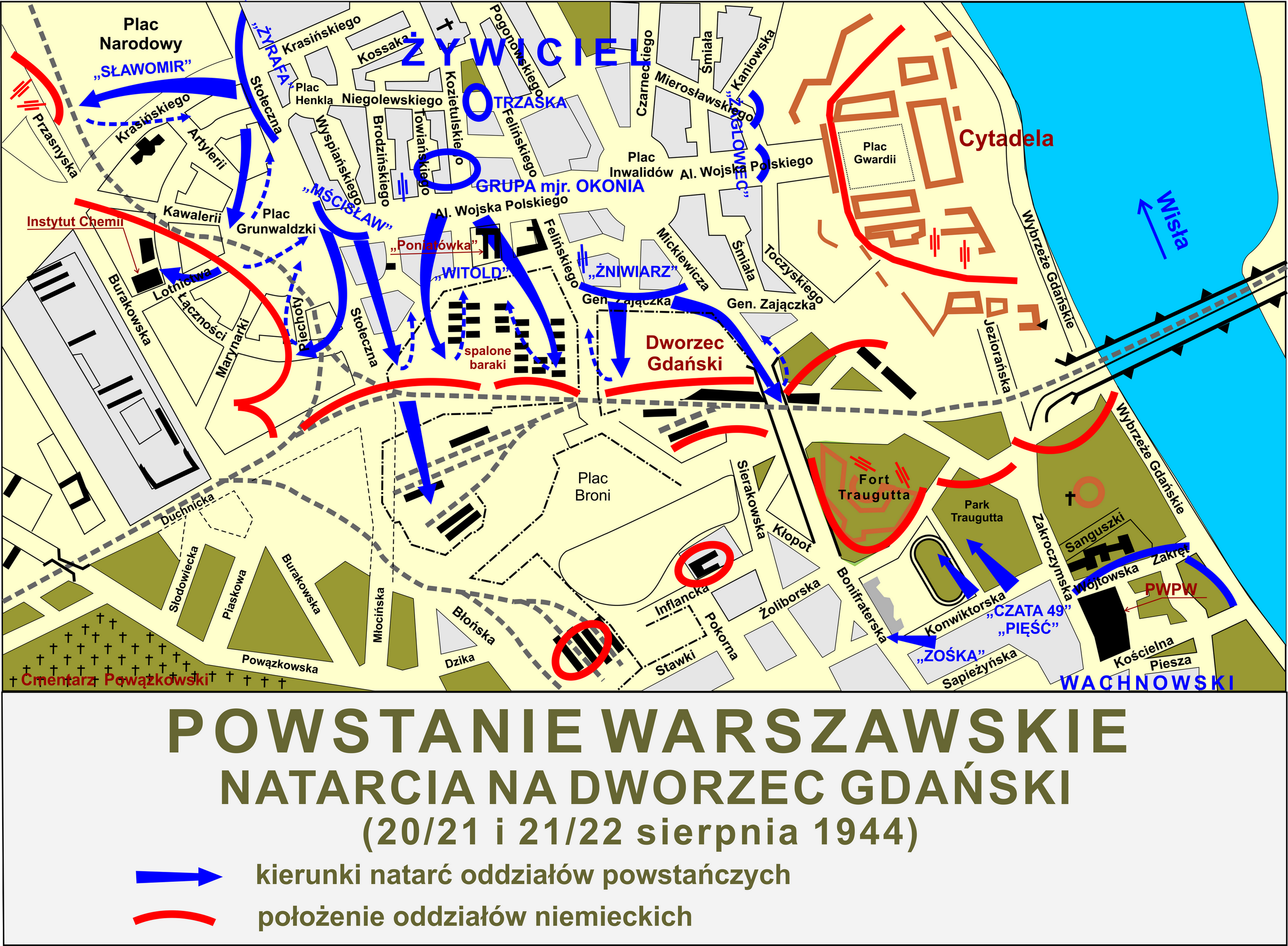
Powstańcze natarcia na Dworzec Gdański

Pierwsze uderzenie na Dworzec Gdański nastąpiło w nocy 20/21 sierpnia. Pierwszy rzut załamał się pod ogniem nieprzyjaciela, lecz idące w ślad za nim kompanie „Jaskólskiego” i „Prawdzica” zdołały zlikwidować wysunięte stanowiska nieprzyjaciela oraz dotrzeć na przedpole torów kolei obwodowej. Podpułkownik „Żywiciel” nie rzucił jednak do natarcia pozostałych kompanii, a żołnierze naliboccy otrzymali wkrótce rozkaz powrotu na pozycje wyjściowe (zdaniem Edwarda Bonarowskiego zaprzepaszczono tej nocy jedyną realną szansę przełamania niemieckiej bariery). Powstańcze dowództwo postanowiło ponowić atak kolejnej nocy – tym razem z większym udziałem oddziałów staromiejskich i żoliborskich. Nad przebiegiem natarcia miał osobiście czuwać szef sztabu KG AK gen. Tadeusz Pełczyński ps. „Grzegorz”. Powtórzono jednak szereg błędów popełnionych podczas pierwszego uderzenia – tj. zaniedbano odpowiedniego rozpoznania pozycji nieprzyjaciela, nie przydzielono „leśnym” miejscowych przewodników, nadmiernie obciążono żołnierzy dodatkowymi przydziałami broni i amunicji. Co więcej, po doświadczeniach z poprzedniej nocy niemieccy żołnierze zachowywali czujność, trwając na stanowiskach w pogotowiu bojowym. W rezultacie wkrótce po rozpoczęciu natarcia polskie oddziały znalazły się pod silnym ogniem nieprzyjacielskiej artylerii i broni maszynowej. Decydujące znaczenie dla przebiegu bitwy miało zwłaszcza pojawienie się na torach niemieckiego pociągu pancernego. Co prawda część nalibockiej kompanii por. „Dana” zdołała się przedrzeć na drugą stronę torów, tam jednak większość żołnierzy zginęła bądź dostała się do niewoli. Pozostałe kompanie, ponosząc ogromne straty, cofnęły się na pozycje wyjściowe. Historycy szacują, że w dwóch natarciach na Dworzec Gdański oddziały kampinoskie i żoliborskie utraciły od 450 do 600 żołnierzy. W gronie zabitych znalazło się prawdopodobnie około 170 żołnierzy Zgrupowania Stołpecko-Nalibockiego, przy czym tylko w 32 przypadkach udało się ustalić nazwiska poległych.

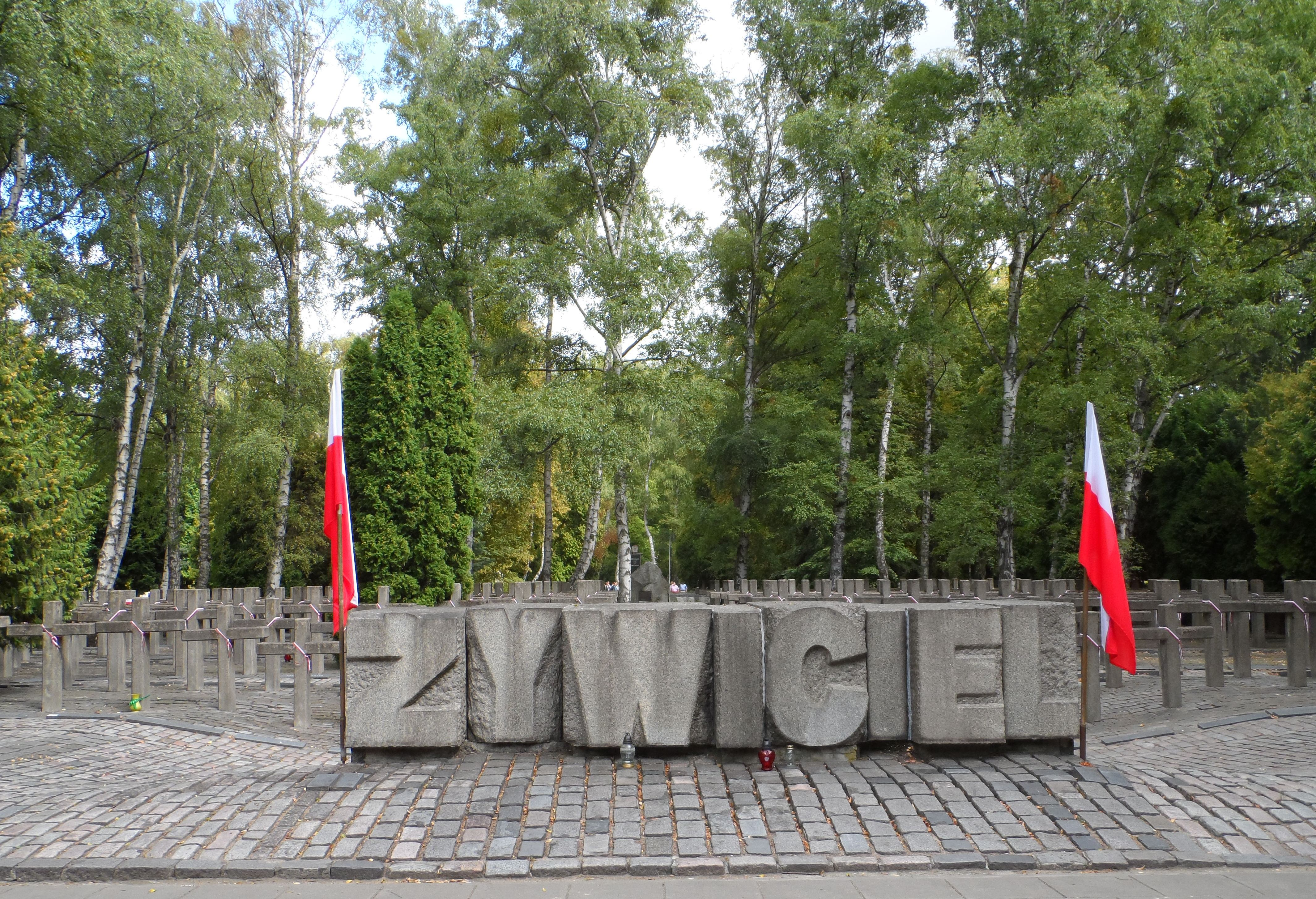
Kwatera „Żywiciela” na Powązkach Wojskowych. Obok żołnierzy Obwodu II spoczywają tam żołnierze Zgrupowania Stołpeckiego polegli w czasie ataków na Dworzec Gdański i w obronie Żoliborza

Po klęsce pod Dworcem Gdańskim gen. „Grzegorz” rozkazał mjr. „Okoniowi” powrócić wraz z resztkami batalionu do Puszczy Kampinoskiej. Na Żoliborzu postanowił jednak pozostać por. „Witold”, a wraz z nim podjęło podobną decyzję ponad 150 „leśnych” – w większości dawnych podwładnych „Witolda” ze Zgrupowania Stołpeckiego. Na bazie resztek kompanii nalibockich zorganizowano trzy plutony. Na czele plutonów nr 207 i 209 stanęli odpowiednio por. „Jaskólski” i ppor. „Prawdzic”, gdyż zostały one zorganizowane na bazie ich dawnych kompanii. Dowództwo nad plutonem 208, zorganizowanym z resztek kompanii por. „Dana”, objął natomiast por. Edward Bonarowski ps. „Ostromir”. Początkowo plutony „leśne” wchodziły w skład Zgrupowania „Żaba”, nad którym komendę sprawował por. „Witold”. Zadaniem nowo utworzonego zgrupowania miała być obrona południowego odcinka obrony Żoliborza, w tym jednego z głównych bastionów powstańczej obrony – gmachu „Poniatówki”. Już 26 sierpnia dowództwo powstańczego Żoliborza podjęło jednak decyzję o rozwiązaniu „Żaby”. Plutony 207 i 208 zostały wcielone w skład Zgrupowania „Żaglowiec” i pozostały na dotychczasowych stanowiskach, podczas gdy pluton 209 został odkomenderowany na ul. Promyka na Dolnym Żoliborzu, gdzie wszedł w skład Zgrupowania „Żyrafa II”. Porucznik „Witold” został przydzielony do sztabu ppłk. „Żywiciela”. Plutony „leśne” walczyły w obronie Żoliborza do kapitulacji dzielnicy, tj. do 30 września.

### W „Niepodległej Rzeczypospolitej Kampinoskiej”

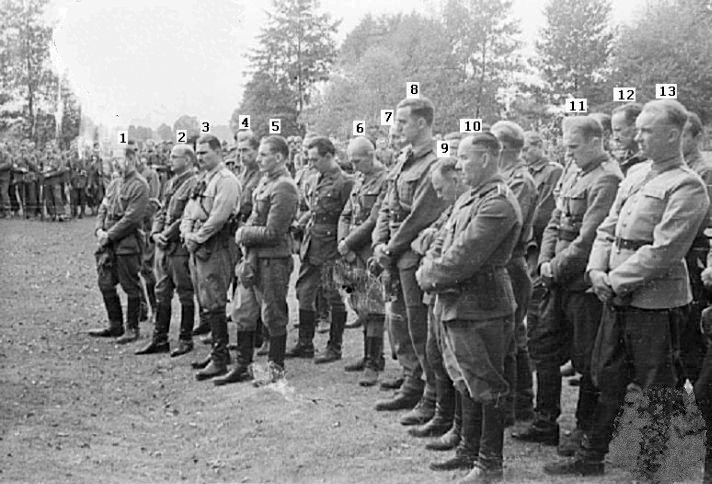
Korpus oficerski Grupy „Kampinos” podczas mszy polowej w Wierszach. Na zdjęciu widoczni m.in. mjr „Okoń” (nr 1) oraz por. „Dolina” (nr 3)

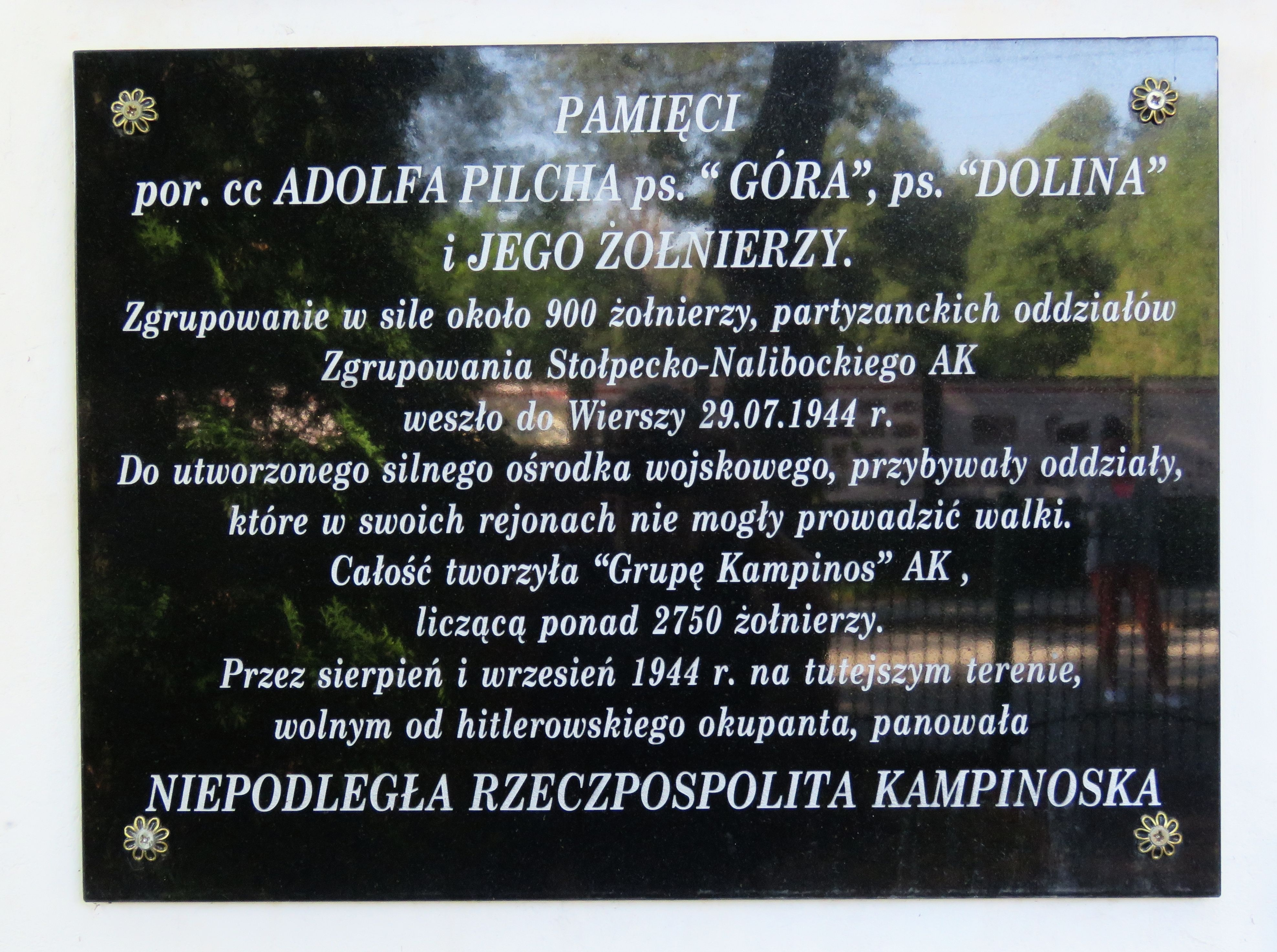
Tablica na murze kościoła w Wierszach, upamiętniająca udział por. „Doliny” i jego żołnierzy w walkach na terenie Puszczy Kampinoskiej

Do końca sierpnia 1944 Grupa „Kampinos” wyzwoliła spod niemieckiej okupacji wschodni i centralny obszar Puszczy Kampinoskiej, zamieszkany przez kilka tysięcy ludzi. Pod kontrolą partyzantów znalazły się wsie Ławy, Łubiec, Roztoka, Kiścinne, Krogulec, Wędziszew, Brzozówka, Truskawka, Janówek, Pociecha, Zaborów Leśny i Wiersze. Obszar wyzwolony przez żołnierzy AK nazywany był „Niepodległą Rzecząpospolitą Kampinoską”. Jej nieformalną stolicą były Wiersze, gdzie ulokowana była kwatera główna zgrupowania.
Po przejściu ponad tysiąca żołnierzy na Żoliborz w puszczy pozostało zaledwie około 500 uzbrojonych partyzantów. Jedynym większym oddziałem dyspozycyjnym przedstawiającym rzeczywistą wartość bojową był dywizjon ułanów rtm. „Nieczaja”. W drugiej połowie sierpnia naliboccy kawalerzyści intensywnie patrolowali granice „Niepodległej Rzeczypospolitej Kampinoskiej”, dokonując licznych wypadów i zasadzek. Ich aktywność utrzymywała Niemców w błędnym przekonaniu, iż w Puszczy Kampinoskiej znajduje się wielotysięczne partyzanckie zgrupowanie. W rezultacie nieprzyjaciel nie podjął próby zniszczenia Grupy „Kampinos” w momencie jej największej słabości, ograniczając się do ostrożnych działań zaczepnych w rejonie Brzozówki i Janówka (22 sierpnia). Kazimierz Krajewski uważał, że w ten sposób żołnierze Zgrupowania Stołpeckiego po raz drugi ocalili akcję powstańczą w Puszczy Kampinoskiej.
24 sierpnia do Wierszy powrócił mjr „Okoń”. Przywiózł ze sobą rozkaz podpisany przez gen. Pełczyńskiego, który potwierdzał, że majorowi podlegają odtąd wszystkie jednostki AK w Puszczy Kampinoskiej. W myśl tego rozkazu głównym zadaniem oddziałów puszczańskich miał być odbiór zrzutów dokonywanych przez alianckie lotnictwo oraz organizacja regularnych dostaw broni, amunicji, żywności i sprzętu dla walczącej stolicy. W kolejnych tygodniach „Okoń” trzymał się ściśle tych zachowawczych wytycznych, nie decydując się na podjęcie poważniejszych działań dywersyjnych na tyłach wojsk niemieckich walczących w Warszawie. Tylko dzięki inicjatywie „Doliny” i innych młodszych oficerów udało się między 3 a 27 września zorganizować szereg akcji zaczepnych, zazwyczaj o znaczeniu lokalnym. Spektakularnym sukcesem zakończyły się w szczególności wypady na pododdziały kolaboracyjnej Brygady Szturmowej SS RONA kwaterujące w Truskawiu i Marianowie (pierwszy wypad poprowadził „Dolina”, drugi – „Nieczaj”). Zabito wówczas kilkuset Rosjan oraz zdobyto duże ilości broni, amunicji i wojskowego wyposażenia. Na skutek tych porażek znana z licznych zbrodni wojennych brygada RONA musiała zostać wycofana z okolic Warszawy. Dużym sukcesem zakończył się także poprowadzony przez „Dolinę” atak na tartak w Piaskach Królewskich. Ponadto ułani „Nieczaja” urządzili szereg mniejszych wypadów i zasadzek, a także wzięli aktywny udział w walkach obronnych pod Pociechą i Kiściennem (w tym ostatnim starciu rozbili doszczętnie oddział niemiecki w sile kompanii).

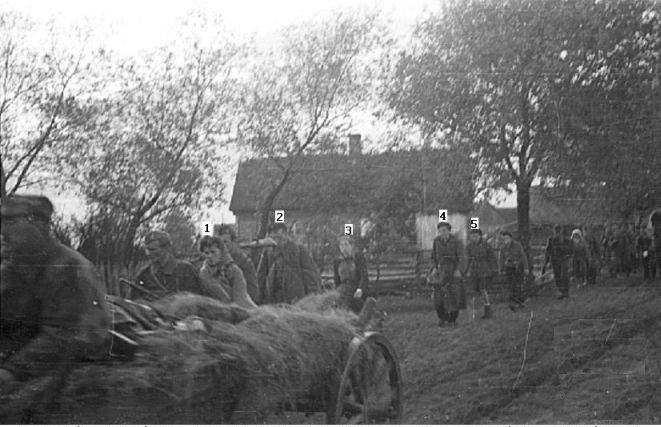
Odwrót oddziałów AK z Puszczy Kampinoskiej

27 września Niemcy rozpoczęli w Puszczy Kampinoskiej zakrojoną na szeroką skalę operację przeciwpartyzancką, której nadali kryptonim Sternschnuppe (pol. „Spadająca Gwiazda”). Zgodnie z wcześniejszymi planami mjr. „Okonia” Grupa „Kampinos” rozpoczęła odwrót w kierunku Gór Świętokrzyskich. Mimo złej organizacji marszu polskie zgrupowanie początkowo skutecznie wymykało się obławie. W trakcie odwrotu „Dolina” i jego żołnierze osłaniali tyły Grupy „Kampinos”, tocząc walki z niemieckim pościgiem w rejonie Łuszczewka i Baranowa. Nad ranem 29 września polskie zgrupowanie dotarło w rejonie wsi Budy Zosine pod Jaktorowem do torów kolejowych linii Warszawa – Żyrardów. „Okoń” niespodziewanie zarządził wówczas kilkugodzinny postój. Prawdopodobnie major zamierzał umożliwić maruderom i straży tylnej dołączenie do głównych sił oraz wykorzystać przerwę w marszu dla odpoczynku i uporządkowania kolumny. W ten sposób Niemcy zyskali jednak czas na zgromadzenie w tym rejonie licznych oddziałów i okrążenie polskiego zgrupowania. Po całodziennej walce z przeważającymi siłami nieprzyjaciela Grupa „Kampinos” została rozbita, tracąc ok. 150–200 poległych, ok. 120 rannych, ok. 150 wziętych do niewoli, a także niemal całe ciężkie uzbrojenie i tabory. W gronie zabitych znalazło się około 75 żołnierzy Zgrupowania Stołpeckiego. Poległ m.in. dowódca 3 szwadronu wachm. pchor. „Narcyz” oraz szef kwatermistrzostwa por. „Jastrząb”, podczas gdy rtm. „Nieczaj” i por. „Strzała” zostali ranni. Do niemieckiej niewoli dostali się dowódcy 1 i 2 szwadronu ułanów, st. wachm. „Wołodyjowski” i st. wachm. „Lawina”.
Wielu żołnierzom AK, w tym kilku zwartym oddziałom, udało się jednak wyrwać z kotła pod Jaktorowem. Porucznik „Dolina” wraz z ponad 50-osobowym improwizowanym oddziałem przebił się przez dwie niemieckie tyraliery, po czym przedostał się do pobliskiej Puszczy Mariańskiej. W wyniku gwałtownej szarży kawaleryjskiej przez pierścień okrążenia przedarło się także co najmniej 140 ułanów z 1, 2 i 4 szwadronu. Ponadto z kotła zdołało się wydostać ok. 50 żołnierzy z osłaniającego szarżę 3 szwadronu. Część ocalałych dotarła do Puszczy Mariańskiej i tam połączyła się z oddziałkiem „Doliny”. Inni zawrócili do Puszczy Kampinoskiej, znaleźli schronienie wśród miejscowej ludności lub samodzielnie przedarli się na Kielecczyznę.
Podsumowując udział Zgrupowania Stołpecko-Nalibockiego w powstaniu warszawskim, historycy wskazują, że pod względem liczebnym i jakościowym jego żołnierze stanowili trzon sił powstańczych w Puszczy Kampinoskiej – zarówno w pierwszych dniach sierpnia 1944, jak i po utworzeniu Grupy „Kampinos”. Bez ich udziału powstanie w Puszczy Kampinoskiej najprawdopodobniej zakończyłoby się już po kilku dniach, podobnie jak to miało miejsce w innych rejonach Obwodu „Obroża”. „Doliniacy” wzięli udział w czterdziestu spośród blisko pięćdziesięciu bitew i potyczek Grupy „Kampinos”, przy czym około trzydziestu starć stoczyli zupełnie samodzielnie. Liczba żołnierzy Zgrupowania Stołpecko-Nalibockiego poległych na terenie Warszawy i w Puszczy Kampinoskiej szacowana jest na ponad 350.

## Walki na Ziemi Piotrkowskiej i Kielecczyźnie
Po klęsce pod Jaktorowem do Puszczy Mariańskiej zdołało się przedrzeć ok. 200 żołnierzy Grupy „Kampinos”, w tym ok. 70 piechurów. Komendę nad niedobitkami objął „Dolina”. Wbrew wcześniejszym planom porucznik postanowił pozostać przez pewien czas w puszczy, aby zebrać jak największą liczbę żołnierzy przedzierających się na własną rękę w kierunku Gór Świętokrzyskich. Dzięki tej decyzji do oddziału zdołało jeszcze dotrzeć kilkudziesięciu niedobitków spod Jaktorowa. Zwiększona aktywność Niemców wkrótce zmusiła „Dolinę” do odskoku za Pilicę. Przeprawy dokonano nocą 2/3 października w okolicach Nowego Miasta (na odcinku między Luboczem a Dąbrową). Przez blisko dobę oddział ukrywał się w okolicach Nowego Miasta, oczekując na zapowiadane przybycie kompanii lotniczej por. „Lawy”. Gdy „Lawa” nie pojawił się w zapowiedzianym terminie, oddział „Doliny” odszedł do lasów przysuskich.
Podczas postoju w lasach przysuskich „Dolina” częściowo rozformował swój oddział, pozostawiając rannych i chorych pod opieką miejscowej ludności. Sam wraz z 80 kawalerzystami powrócił około 10 października za Pilicę, aby zdobyć dokładniejsze informacje na temat rozmiarów klęski Grupy „Kampinos”. 14 października partyzanci „Doliny” urządzili zasadzkę na szosie nieopodal Woli Pękoszewskiej. Zniszczono wówczas kilka samochodów oraz zdobyto pewną ilość amunicji i innego zaopatrzenia. Następnego dnia, podczas postoju we wsi Pniowe, rozbito niemiecki pododdział, który niespodziewanie zbliżył się do polskich ubezpieczeń. Za cenę jednego poległego zniszczono dwa samochody oraz zabito ok. 30 Niemców i wzięto do niewoli kolejnych dwunastu (w tym dowodzącego oddziałem kapitana). Wieczorem 16 października polski oddział dotarł do torów linii kolejowej Skierniewice – Żyrardów, które okazały się jednak silnie strzeżone przez Niemców. Wobec nasycenia terenu jednostkami nieprzyjaciela „Dolina” zrezygnował zarówno z przebijania się w okolice Puszczy Kampinoskiej, jak też z dalszego pozostawania w okolicach Skierniewic. Mimo pościgu ze strony niemieckich jednostek pancernych polski oddział zdołał nocą 17/18 października wycofać się ponownie za Pilicę.

### W szeregach 25 Pułku Piechoty AK
24 października oddział „Doliny” dotarł do Górek Niemojewskich, gdzie dołączył do 25 Pułku Piechoty AK Ziemi Piotrkowsko-Opoczyńskiej, którym dowodził mjr Rudolf Majewski ps. „Leśniak” (do pułku dotarły już wcześniej mniejsze grupy żołnierzy Grupy „Kampinos”). Po północy 27 października „Doliniacy” wdali się we wsi Biały Ług w potyczkę z oddziałem ukraińskich kolaborantów. Przerodziła się ona w całodniową bitwę, w której ze strony polskiej wzięły udział główne siły pułku, a ze strony niemieckiej od kilkuset do nawet 3 tys. Niemców i Ukraińców. Szalę boju przechylił oddział „Doliny”, który dokonał głębokiego obejścia pozycji nieprzyjaciela, po czym zaskoczył go gwałtownym uderzeniem od tyłu. W starciu pod Białym Ługiem żołnierze 25 pp zabili nawet do 140 nieprzyjaciół oraz zdobyli dużo broni. Straty własne ograniczyły się do 9 zabitych i 20 rannych. „Dolina” został lekko ranny, a jego oddział utracił jednego zabitego i dwóch rannych.
Po północy 28 października oddział „Doliny” wraz z resztą 25 pp zatrzymał się w Bulianowie. Nad ranem kawalerzyści przechwycili cztery wozy konne przejeżdżające pobliską drogą, biorąc do niewoli dwóch Niemców i dziesięciu żołnierzy Ostlegionów. Podczas postoju w Bulianowie „Dolina” zarządził ponowną mobilizację piechoty kampinosko-nalibockiej, przejściowo zdemobilizowanej po przekroczeniu Pilicy. 30 października mjr „Leśniak” polecił zorganizować na bazie niedobitków z Grupy „Kampinos” osobny pododdział. Otrzymał on nazwę III Batalionu 25 Pułku Piechoty AK, lecz zwany był powszechnie „Batalionem Kampinos”. W skład batalionu, nad którym komendę objął por. „Dolina”, weszła 7 kompania piechoty 78 Pułku Strzelców Słuckich dowodzona przez st. sierż. Waleriana Żuchowicza ps. „Opończa” oraz szwadron kawalerii pod dowództwem ppor. Zygmunta Koca ps. „Dąbrowa” (razem ok. 120 piechurów i ułanów).
25 Pułk Piechoty AK liczył w tym czasie ok. 1200 żołnierzy i stanowił jedyne tak liczne zgrupowanie partyzanckie AK na Kielecczyźnie. Ze względu na fakt, iż pułk operował na bezpośrednim zapleczu frontu, a w dodatku na terenie pozbawionym większych kompleksów leśnych, nie sposób było na dłuższą metę uniknąć ciężkich walk z Niemcami. 4 listopada oddziały mjr. „Leśniaka” uwikłały się w całodniową bitwę w rejonie gajówki Huta pod Zapniowem. W walce poległo ok. 20 polskich żołnierzy, a kolejnych 30 zostało rannych. W gronie poległych znalazł się m.in. zastępca dowódcy pułku mjr Bronisław Lewkowicz ps. „Kurs” (uprzednio dowódca plutonu zrzutów w Grupie „Kampinos”). Niemcy, straciwszy ok. 100 zabitych, wycofali się z pola walki, jednakże dzięki ściągnięciu znacznych sił zdołali zaryglować niemal wszystkie drogi i trakty prowadzące do lasów przysuskich. Nocą 4/5 listopada pułk zdołał wymknąć się z okrążenia i po całonocnym marszu dotrzeć do Bokowa. Postój we wsi trwał zaledwie kilka godzin, gdyż w ślad za polskimi partyzantami dotarł tam wkrótce niemiecki pościg. Po pięciogodzinnej walce Niemcy zdołali wyprzeć żołnierzy AK do pobliskiego lasu, lecz 25 pp po raz kolejny zdołał wymknąć się obławie. Polskie zgrupowanie straciło w tym starciu ok. 40 zabitych i 50 rannych (dziesięciu rannych Niemcy spalili żywcem w prowizorycznym szpitalu). Straty nieprzyjaciela szacowano na ok. 50 zabitych. W wyniku dwudniowych walk liczebność polskiego zgrupowania zmniejszyła się do ok. 560 żołnierzy, tj. o ponad połowę. Dawały się odczuć przemęczenie oraz brak amunicji.
Po bitwie pod Bokowem zgrupowanie wycofało się do lasów w okolicach Radoszyc, gdzie urządzono całodzienny postój. 7 listopada polski zwiad doniósł, że Niemcy ściągają w ten rejon znaczne siły. „Dolina” i inni oficerowie zaproponowali wówczas dowódcy pułku natychmiastowy odskok do lasów położonych na południe od szosy Końskie – Kielce. „Leśniak” pragnąc umożliwić żołnierzom dłuższy odpoczynek, zgodził się jednak wyłącznie na przejście w rejon wsi Niebo i Piekło pod Końskimi. Urządzono tam kilkunastogodzinny postój, po czym 8 listopada w godzinach popołudniowych 25 pp wyruszył w kierunku zachodnim. „Leśniak” zamierzał powrócić w lasy opoczyńskie, lecz podczas przekraczania szosy w rejonie Wincentowa zgrupowanie znalazło się pod silnym ostrzałem nieprzyjaciela. W kolumnie wybuchła wówczas panika i tylko kontratak „Batalionu Kampinos”, który związał walką gniazda niemieckiej broni maszynowej, umożliwił pułkowi kontynuowanie odwrotu. W powstałym chaosie część oddziałów uległa rozproszeniu, a podczas forsowania szosy i późniejszej przeprawy przez bagna utracono niemal 50% taborów i sporo broni. 9 listopada we wczesnych godzinach porannych zmniejszone do niespełna 300 żołnierzy zgrupowanie dotarło do Górek Niemojewskich. Podczas wieczornej odprawy mjr „Leśniak” podjął decyzję o rozwiązaniu 25 pp. Udzielił też batalionowi „Kampinos” pochwały za wzorową postawę zaprezentowaną w ostatnich walkach.

### Ostatnie walki szwadronu „Doliny”
Po rozwiązaniu 25 pp „Dolina” częściowo rozpuścił swój batalion. Zdemobilizowani zostali wszyscy piechurzy, a także chorzy i ranni ułani. Oddział, znany odtąd jako „Samodzielny Szwadron Ułanów Doliny”, zmniejszył się tym samym do sześćdziesięciu kawalerzystów (wszyscy uzbrojeni w broń maszynową). Pod względem organizacyjnym oddział pozostawał podzielony na dwa plutony, dowodzone odpowiednio przez ppor. „Dąbrowę” oraz wachm. Antoniego Burdziełowskiego ps. „Wir”.
Teren działania szwadronu był silnie nasycony oddziałami nieprzyjaciela, stąd żołnierze „Doliny” znajdowali się w stałym ruchu. Starano się unikać niepotrzebnych starć z Niemcami, przede wszystkim celem zapobieżenia odwetowym represjom wobec ludności cywilnej. 26 listopada „Doliniacy” zostali otoczeni przez Niemców w lasach wokół Górek Niemojewskich. Jeszcze tej samej nocy gwałtowną szarżą kawaleryjską przełamano pierścień okrążenia. Straty własne ograniczyły się do kilku zabitych koni. Na początku grudnia partyzanci przeprowadzili rekwizycję we wsi Brzeziny zamieszkałej w większości przez volksdeutschów. Zastrzelono wówczas komendanta miejscowego Sonderdienstu, w strzelaninie zginął także jeden polski ułan. 6 stycznia 1945 do oddziału powrócił por. Franciszek Rybka ps. „Kula”, dawny zastępca „Doliny” i ostatni komendant Ośrodka Stołpce.
12 stycznia 1945 Armia Czerwona rozpoczęła zakrojoną na szeroką skalę ofensywę, znaną jako operacja wiślańsko-odrzańska. Niemiecka obrona na linii Wisły została błyskawicznie przełamana. 17 stycznia kwaterujący w okolicach Modrzewia „Doliniacy” rozbroili blisko 70 uciekających na zachód Niemców i żołnierzy Ostlegionów. Wieczorem tego samego dnia „Dolina” zarządził rozwiązanie oddziału i urlopował wszystkich żołnierzy.
Kazimierz Krajewski podaje, że oddział „Doliny” stoczył na Ziemi Piotrkowskiej i Kielecczyźnie co najmniej dwadzieścia bitew i potyczek, w tym czternaście podczas służby w szeregach 25 pp. Z kolei Marian Podgóreczny szacował, że między 4 października 1944 a 17 stycznia 1945 „Dolina” i jego żołnierze stoczyli dwadzieścia pięć walk z Niemcami i ich kolaborantami. Liczba żołnierzy Zgrupowania Stołpeckiego poległych w walkach na Ziemi Piotrkowskiej i Kielecczyźnie jest szacowana na dwudziestu dziewięciu.

### Losy innych grup „Doliniaków”
25 Pułk Piechoty AK nie był jedynym zgrupowaniem partyzanckim, w którego szeregach walczyli żołnierze Zgrupowania Stołpeckiego ocalali z klęski pod Jaktorowem. 66 żołnierzy Grupy „Kampinos”, w tym 43 żołnierzy nalibockich, znalazło się w szeregach II Batalionu 3 Pułku Piechoty Legionów AK dowodzonego przez por. Antoniego Hedę ps. „Szary”. Pod komendą „Szarego” byli „Doliniacy” walczyli zarówno z Niemcami, jak też z władzą komunistyczną.
„Doliniacy” walczyli także w oddziałach AK operujących w powiecie włoszczowskim. Drużyna pod dowództwem pchor. Stefana Sudnika ps. „Sowa” dotarła nawet na Podhale, gdzie weszła w skład oddziału Ludowej Straży Bezpieczeństwa dowodzonego przez Józefa Kurasia ps. „Ogień”.

## Po wojnie

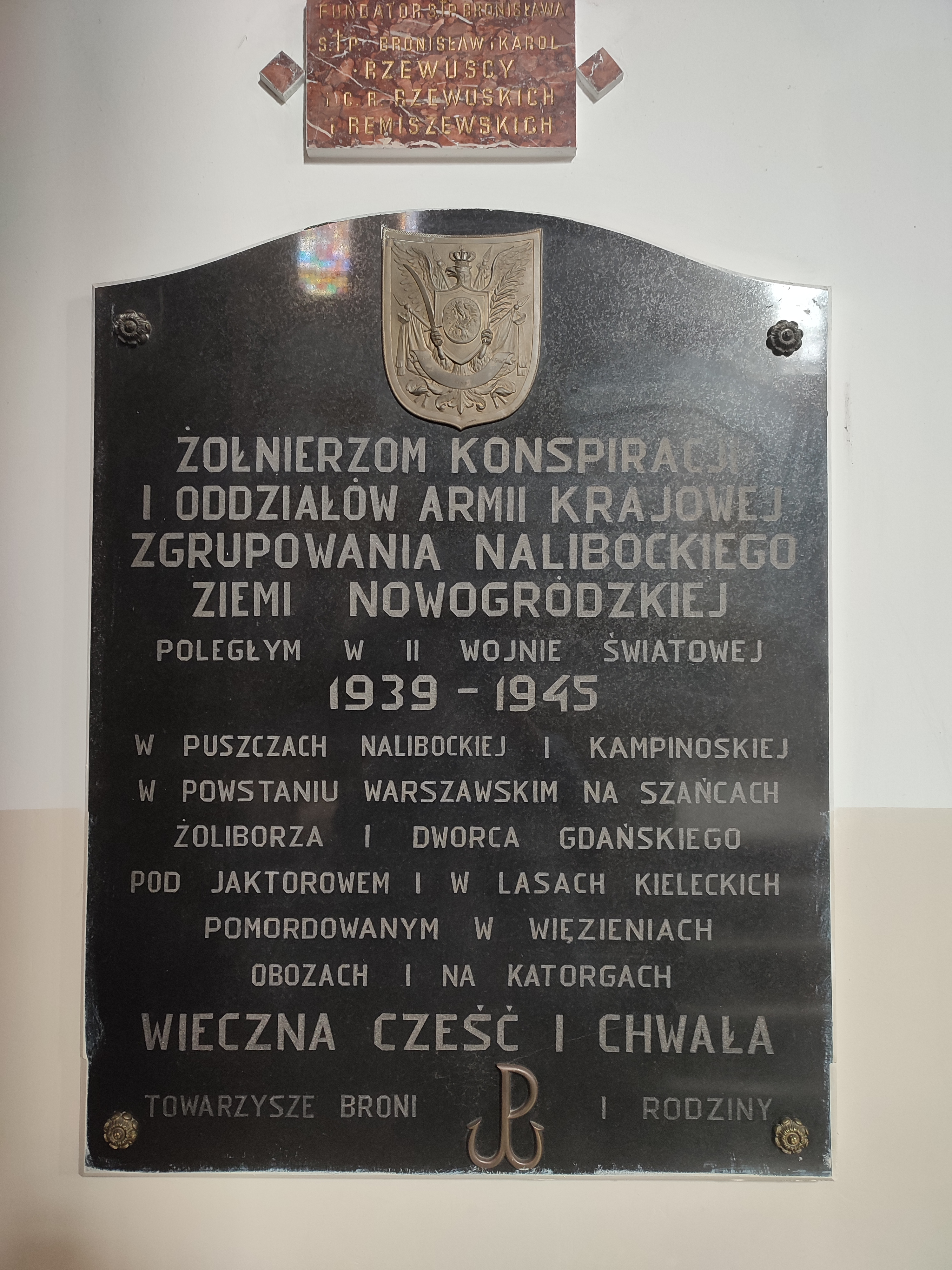
Tablica w kościele św. Stanisława Kostki w Warszawie, upamiętniająca żołnierzy Zgrupowania Stołpecko-Nalibockiego

Po wojnie część żołnierzy Zgrupowania Stołpeckiego zaangażowała się w działalność podziemia antykomunistycznego. Podchorąży Józef Mioduszewski ps. „Kłos”/„Zawieja” zorganizował szwadron partyzanckiej kawalerii, z którym w szeregach Ruchu Samoobrony AK i Narodu kontynuował walkę do końca 1945. „Doliniacy” wzięli także udział w słynnej akcji rozbicia więzienia w Kielcach, przeprowadzonej nocą 4/5 sierpnia 1945 przez oddział por. Antoniego Hedy ps. „Szary”.
W okresie stalinowskim byli żołnierze Zgrupowania Stołpecko-Nalibockiego byli represjonowani przez aparat bezpieczeństwa Polski Ludowej. Dwaj „Doliniacy” – Konstanty Downar i Donat Warakso – zostali skazani na śmierć i straceni za przynależność do konspiracyjnego Polskiego Związku Wojskowego (1947). W areszcie UB w Prudniku zamordowany został wachm. Józef Pacejkowicz ps. „Groźny”. Dowódca kawalerii nalibockiej rtm. Zdzisław Nurkiewicz ps. „Noc”/„Nieczaj” został w 1959 skazany przez Sąd Wojewódzki w Zielonej Górze na karę śmierci, zamienioną później przez Sąd Najwyższy na karę 15 lat pozbawienia wolności (w więzieniu spędził 10 lat, został zrehabilitowany w 2005). Sprawa „Nieczaja”, oskarżonego o kolaborację z Niemcami oraz mordowanie sowieckich i żydowskich partyzantów, była ostatnim procesem żołnierza Armii Krajowej, który toczył się w PRL.
Wielu żołnierzy Zgrupowania Stołpecko-Nalibockiego pozostało po wojnie na emigracji. W gronie tym znaleźli się m.in. liczni oficerowie: Adolf Pilch, Witold Pełczyński, Franciszek Rybka, Zygmunt Koc, Jarosław Gąsiewski, Jan Jakubowski i Józef Niedźwiecki.
Wysiłek zbrojny Zgrupowania Stołpeckiego był w okresie PRL przemilczany lub przeinaczany przez oficjalną historiografię i środki masowego przekazu. Oskarżenia o kolaborację i unikanie walki z Niemcami były formułowane pod adresem por. Pilcha i jego żołnierzy w książkach i artykułach publikowanych jeszcze w latach 80. W ocenie Mariana Podgórecznego historia Zgrupowania Stołpeckiego pozostała w znacznej mierze zapomniana i niedoceniona także po przełomie politycznym 1989 roku.

### Upamiętnienie
- Imię Adolfa Pilcha noszą szkoły podstawowe w Dziekanowie Polskim i w Wiśle oraz ulice w Trzciance i Warszawie. Z kolei szkoła w Libiszowie nosi imię „Oddziału Partyzanckiego Armii Krajowej »Doliniacy«”.
- Na terenie szkoły w Dziekanowie Polskim znajduje się tablica upamiętniająca pobyt we wsi żołnierzy Zgrupowania Stołpecko-Nalibockiego[363].
- Wewnątrz kościoła św. Stanisława Kostki na warszawskim Żoliborzu znajduje się tablica upamiętniająca żołnierzy Zgrupowania Stołpecko-Nalibockiego.
- Na cmentarzu partyzanckim w Wierszach znajduje się tablica upamiętniająca żołnierzy 27 Pułku Ułanów AK im. Króla Stefana Batorego[364].
- 29 września 2024 r. na Skwerze im. arcybiskupa Dobrogosta w Nowym Dworze Mazowieckim Instytut Pamięci Narodowej odsłonił tablicę upamiętniającą Zgrupowanie[365].